# حجاب
در کاربرد امروزی، به عنوان یک اصطلاح اسلامی، به پوشش‌های گوناگونی اطلاق می‌شود که از سوی بسیاری از زنان مسلمان مقید به حجاب شرعی پوشیده می‌شود. منظور از حجاب پوشاندن همهٔ موها و بدن به استثنای چهره و دست است. در بعضی فرق اسلامی چهره و دست نیز واجب است.

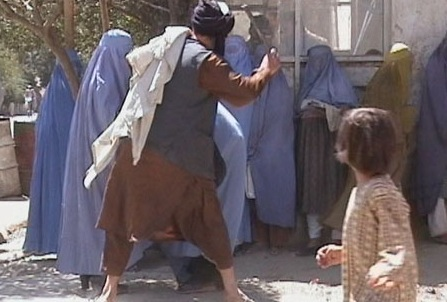
زنان برای حجاب اجباری (برقع) به‌دست طالبان در کابل تنبیه می شوند.

در دوره مدرن این پوشش زنان در برخی کشورهای با اکثریت مسلمان از وجود و ماهیت خود خارج شده و تبدیل به یک موضوع سیاسی گردیده و با توجه به تغییرات پوشش در کشورهای غربی، حجاب به عنوان یک موضوع مهم مورد بحث قرار گرفته و آنها را به سه دسته (موافقان قانون اجباری شدن حجاب، موافقان قانون منع حجاب و موافقان قانون اختیاری شدن حجاب) تقسیم کرده است. پوشیدن حجاب و سایر لباس‌ها - مانند نقاب، چادر یا بُرقَع - اغلب به‌عنوان عرف مورد نیاز اسلام اشتباه گرفته می‌شود ولی چنین نیست و این پوشش به اصطلاح یکی از ارکان پنج‌گانه اسلام هم نیست و هم آیات حجاب در  قرآن (کتاب مقدس اسلام) و هم حدیث (روایات یا سخنان محمد و دیگر شخصیت‌های مقدس) در مورد پوشش مناسب تا حدودی مبهم هستند.
عمل به حجاب در سراسر جهان بر اساس قوانین و آداب و رسوم محلی متفاوت است. بر اساس گزارش ۲۰۱۲ پیو، ۴۹ کشور دارای اکثریت مسلمان هستند که از این میان در حال حاضر، حجاب طبق قانون برای زنان در ایران و افغانستان الزامی و اجباری است. کشورهای دیگر، چه در اروپا و چه در جهان اسلام، قوانینی را تصویب کرده‌اند که برخی یا همه انواع حجاب را در ملاء عام یا در انواع خاصی از مناطق ممنوع می‌کند. زنان در نقاط مختلف جهان نیز فشارهای غیررسمی برای داشتن یا نداشتن حجاب را تجربه کرده‌اند.

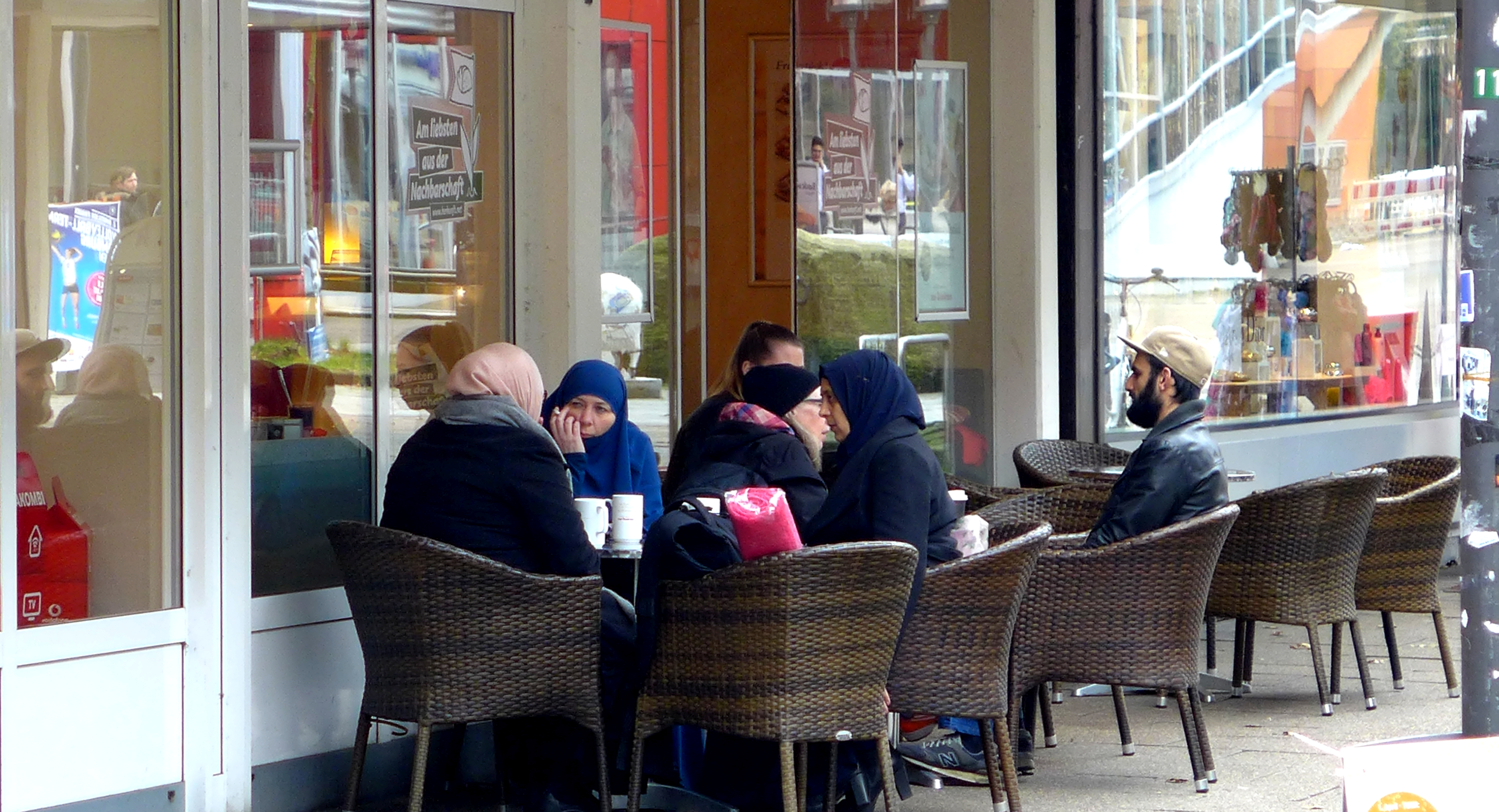
حجاب مرسوم اختیاری (مقنعه) در مقابل یک کافه خیابانی - هامبورگ-نوگرابن-فیشبک. ۲۰۱۷

با توجه به دیدگاه‌های مختلف آورده شده، قانون حجاب اجباری در ایران یا مناطق دیگر جهان به هیچ وجه، وجهه و ضرورت دینی، تاریخی، سلامتی، حقوقی، جامعه شناختی، حقوق بشری، فلسفی، آماری و … ندارد. به‌طور مثال تنها بر مبنای دیدگاه فلسفی و اعتقادی شیعیان در بحث عدل الهی و جبر و اختیار نسبت به اعمال دینی، جمهوری اسلامی و دیگر افراد و مناطق در موضوع اجبار حجاب، فراتر از الله عمل می‌کنند.

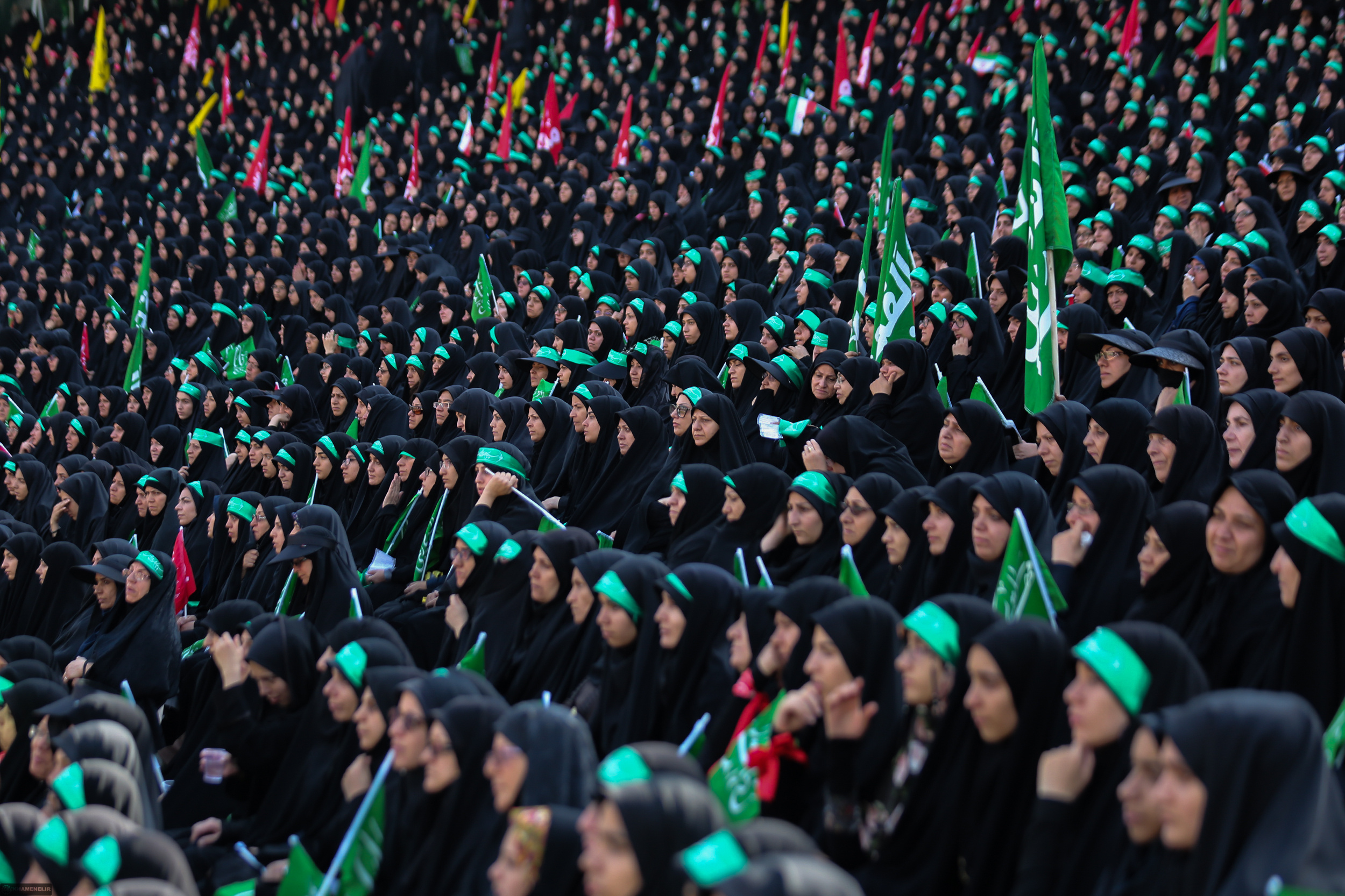
زنان ایرانی با حجاب اجباری و حکومتی مرسوم (چادر و مقنعه سیاه) در سال ۲۰۱۸ - ورزشگاه آزادی _ حکومت جمهوری اسلامی

در ایران، حکومت جمهوری اسلامی به عنوان تنها حکومت از نوع خود در زمینه قوانین حجاب، بیش از چهل سال است که بر خلاف فقه، سنت و قرآن و حقوق بشر و بسیاری از کشورهای مسلمان دیگر، قوانینی عجیب و متعصبانه و بدون مبنای حقوقی و منطقی در جهت اجبار حجاب برای همه زنان ساکن در ایران (حتی کودکان نابالغ دبستانی و زنان غیر مسلمان) از اول دبستان تا پایان عمر دارد و همچنین کسانی که از کشور دیگر به عنوان دیپلمات یا گردشگر وارد ایران می شوند ملزم به رعایت حجاب اند و این موضوع تبدیل به یکی از نمادها و ابزارهای سیاسی و ظاهری مهم این حکومت گردیده است اما طبق آمارهای مختلف، اکثریت زنان (حتی زنان با حجاب یا موافق حجاب) و حتی مردان، با قانون حجاب اجباری مخالف اند به همین دلیل این شرایط،خشم و اعتراض زنان و مردان را به همراه داشته است.

## لغت‌شناسی
کلمه عربی حجاب (به عربی: حجاب) اسم لفظی است که از فعل حَجَبَ (حجابه) از ریشه سه لفظی ح ج ب (H-J-B) نشات می‌گیرد که دسته بزرگی از کلمات را تشکیل می‌دهد که بیشتر به مفاهیم پنهان کردن چیزی مربوط می‌شود.
حجاب: [حِ] (ع مص) در پرده کردن. حجب. || بازداشتن از درآمدن. (منتهی الارب). بازداشتن. (دهار) (زوزنی). || روگیری. عفاف. حیا. شرم کردن
حجاب: پوششی برای مو و گردن که برخی از زنان مسلمان می‌پوشند. مجموعه ای از اصول و اعمال در اسلام در رابطه با حیا و اخلاق و به ویژه پوشش (مانند حجاب)
در زبان انگلیسی حجاب به شکل (hijab) آمده است که برای نامیدن پوشش زنان مسلمان به خصوص پوشش سر و گردن است استفاده می شود اما در زبان انگلیسی (veil) کلمه ای است که بیشتر به عنوان نقاب، روسری و پوشش سر و گردن به‌طور کلی استفاده می‌شود و به همه نوع آن و در همه مذاهب و … اطلاق می‌گردد.
حجاب به پوشش‌های گوناگون زنان مسلمان گفته می‌شود و مفهومی برآمده از قرآن کریم و فقه اسلامی و ساخت یافته در فرهنگ اسلامی که ناظر به پوشش شرعی در مقابل نامحرم، به ویژه برای زنان است. حجاب گاه برگرفته از احکام شرع و گاه مربوط به قراردادهای اجتماعی و شرایط موقعیتی فرد است.
از دیدگاه فقها حجاب یکی از احکام اسلامی است و اصطلاحاً عبارت است از پوشاندن ضروری مو و سایر اعضای بدن به جز صورت و دو دست (و گاهی دو پا) توسط زنان مسلمان (تنها در صورتی که کنیز نباشند)
اصطلاح حجاب در اصل به معنی جداکننده یا پرده به کار می‌رفته است و گاهی نیز در احکام اسلامی با موضوع حیا به کار رفته است. این کاربردها در آیات قرآن آمده است که گاهی این اصطلاح به پرده‌ای اطلاق می‌شود که بازدیدکنندگان خانه اصلی محمد را از خوابگاه همسرانش جدا می‌کند. این امر باعث شده است که برخی ادعا کنند که حکم قرآن فقط شامل زنان محمد می‌شود و نه همه زنان. تعبیر دیگر نیز می‌تواند به گوشه‌گیری زن از مرد در عرصه عمومی اشاره داشته باشد، در حالی که بعد متافیزیکی ممکن است اشاره به «حجابی باشد که انسان یا جهان را از خدا جدا می‌کند». قرآن هرگز کلمه حجاب را برای پوشش زنان به کار نبرده است، اما آیاتی در مورد پوشش زنان وجود دارد که اصطلاحاتی مانند جَلباب و خِمار در آن‌ها آمده است. در قرآن برای اصطلاح روسری، از خِمار استفاده شده است.
کلمه حجاب، از نظر اصطلاحی وجود و ماهیت اسلامی دارد؛ به این معنی که به پوشش زنان در اسلام، حجاب می‌گویند و تفکیک آن به حجاب اسلامی و غیر اسلامی، حجاب قبل از اسلام، حجاب مرد، حجاب یهودیان یا دیگر ادیان و … خارج از موضوع است و یک اشتباه زبانی و مفهومی است.

## ضرورت دینی

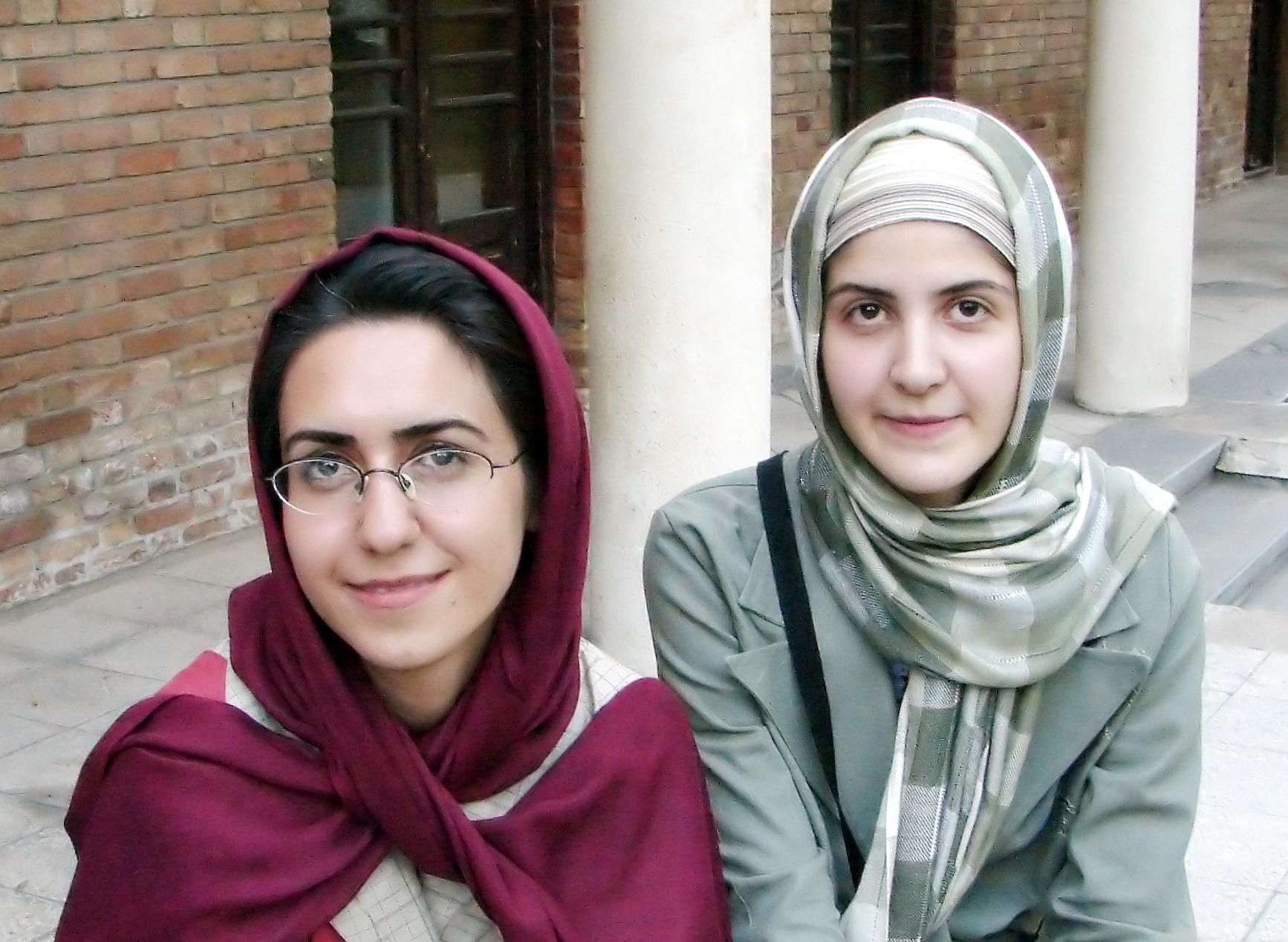
حجاب اجباری و حکومتی مرسوم (مانتو و روسری) دو زن ایرانی و با انواع روسری؛ یکی روسری تکی که موها را آشکار می‌کند، یکی دو روسری که موها را کاملاً می‌پوشاند

### رد ضرورت حجاب
محمدعلی ایازی: حکم حجاب مسلماً جزو اصول و فروع دین نیست؛ فروعِ فروعِ فروع دین است. در میان فقها و مفسرینی که آیات حجاب را تفسیر کرده‌اند، نظریات متفاوتی هست و در میان قدمای اصحاب هم همین مسئله بحث بوده؛ از کیفیت و کمیّت آن بحث بوده تا خصوصیاتی که در باب حجاب وجود داشته است. ولی هیچ فقیهی تا الآن نگفته کسی که انکار حجاب می‌کند به معنای انکار دین یا ضروریات دین است. محسن برهانی: حجاب یک حکم مسلّم شرعیِ فرعی است نه جزء اصول دین است و نه جزء فروع دین و تأکید بیجا بر این مقوله و کشاندن یک امر درجه دهم به صدر مسائل دینی، مفسده‌های بزرگتری به همراه خواهد داشت! اقدامات فعلی در موضوع حجاب، دزد ایمان است و با برخوردهای قهری، اصل اعتقاد مورد هجمه قرار می‌گیرد و منشأ دین‌گریزی‌ها، اعتقادسوزی و ایمان‌شکنی است.
پوشیدن حجاب و سایر لباس‌ها - مانند نقاب، چادر یا برقع - اغلب به‌عنوان عرف مورد نیاز اسلام اشتباه گرفته می‌شود و این پوشش به اصطلاح یکی از ارکان پنج‌گانه اسلام نیست، و هم قرآن (کتاب مقدس اسلام) و هم حدیث (روایات یا سخنان محمد) در مورد پوشش مناسب تا حدودی مبهم هستند. در میان علمای مسلمان اتفاق نظر وجود دارد که هم زنان و هم مردان باید ملایم لباس بپوشند، اما آنها همچنان به بحث در مورد میزان پوشش زنان و اینکه آیا این پوشش شامل سر، صورت یا کل بدن می‌شود، ادامه می‌دهند. برخی از اعمال به اصطلاح حجاب حمایت می‌کنند، در حالی که برخی دیگر استدلال می‌کنند که شریعت - قانون اسلامی - چیزی جز پوشش محافظه کارانه نمی‌خواهد. در واقع حجاب داشتن زن به تفاسیر شریعت اسلام، موقعیت جغرافیایی، قانون مدنی و انتخاب شخصی بستگی دارد.
هنگامی که صحبت از الزام زن مسلمان به پوشاندن مو و بدن می‌شود، بسیاری در مورد منشأ این حکم اظهار سردرگمی کرده‌اند. با این حال، در هیچ مقطعی از تاریخ، هیچ بحثی در مورد الزام حجاب برای تمام زنان مسلمانی که به سن بلوغ رسیده‌اند، در میان علمای اهل سنت وجود نداشته است. دربارهٔ اینکه چقدر حجاب یک ضرورت است، اتفاق نظر وجود ندارد. برخی از نظام‌های حقوقی حجاب را به عنوان دستوری برای پوشاندن همه چیز به جز صورت و دست‌ها می‌پذیرند در حالی که برخی دیگر آن را به عنوان دستوری برای پوشاندن تمام بدن از جمله صورت و دست‌ها می‌پذیرند. این رهنمودها در متون حدیثی و فقهی که پس از نزول قرآن تدوین شده است، آمده است. برخی معتقدند که اینها که برگرفته از آیات است اشاره به حجاب در قرآن دارد؛ برخی دیگر معتقدند که قرآن بر حجاب زنان حکم نکرده است. برخی از گروه‌های اصلاح‌طلب موضوع حجاب را در اسلام تنها توصیه‌ای می‌دانند که با توجه به شرایط گذشته انجام شده و ضرورت تلقی آن را تحمیلی از ایدئولوژی اسلام‌گرایانه می‌دانند.
باز اگر کسی نه به نظام حقوق بشر باور داشته باشد و نه از منظر قانون به حجاب نگاه کند ولی خود را مقید و ملزم به شریعت بداند، این سؤال برایش قابل طرح است که آنچه به نام حجاب در ایران امروز الزام و اجبار می‌شود تا چه حد با مقررات فقهی یا شرعی مطابقت دارد؟ نخست این‌که در آثار فقهیِ کلاسیک، حجاب آن جایگاهی را که در دوره جمهوری اسلامی ادعا می‌شود ندارد. این را دست کم از آن جهت می‌گویم که در آثار فقهی به ندرت، تأکید می‌کنم به ندرت، بابی را تحت عنوان «ستر» می‌توان یافت. جالب آنکه در آثار فقهی بحثِ ستر تنها در ذیل مباحث مربوط به نکاح و نماز مطرح شده است و نه به عنوان یک بحث جداگانه و به عنوان یک موضوع فقهی یا اجتماعیِ مهم که مستلزم یک باب مستقل باشد. از سوی دیگر، باید توجه داشت که بر اساس فقه کلاسیک شیعه همهٔ زنان ملزم به رعایت حجاب نیستند. تا آنجا که من جستجو کرده‌ام دسته‌ای از زنان ملزم به رعایت حجاب (دست کم حجابِ سر) نیستند، (مثلاً زن مسلمان کنیز یا زنانی که دیگر امید به ازدواج ندارند) و حتی بعضی از این زنان نباید حجاب بپوشند تا تفاوت آنها با زن مسلمانِ آزاده مشخص شود. از سوی دیگر در میزان حجاب و پوشش نیز بین فقها اختلاف نظر هست و معیار واحد یا مجمع‌علیهی در این زمینه وجود ندارد. چه بسا در پوشش سر نیز بین فقها اختلاف باشد. چنان‌که که بعضی از فقیهان در بحث پوشش بین سر و مو فرق می‌گذارند. اینها را گفتم تا نشان دهم آنچه در دوره جمهوری اسلامی تحت عنوان حجاب، الزام می‌شود تا چه حد از سنت فقهی فاصله دارد. جالب آن که در دوره جمهوری اسلامی، حتی حجاب برای کسانی الزام می‌شود (البته الزام غیر کیفری) که بعید است هیچ فقیهی حجاب را برای آنها لازم بداند. در دوره جمهوری اسلامی حجاب در مدارس دخترانه برای دختران زیر سن تکلیف شرعی نیز لازم است و حتی در مدارس دخترانه که مردی حضور ندارد دختران را ملزم به رعایت حجاب می‌کند. در فقه یک استاندارد پوششیِ مشخص برای ستر و حجاب وجود ندارد و اینگونه نیست که زنان الزاماً باید با مانتو و چادر بدنِ خود را بپوشانند. در حالی که مدعیان حجاب اجباری به کمتر از این رضا نمی‌دهند و با آن برخورد می‌کنند. هراسی که مدعیان حجاب اجباری از طرح مباحث فقهی در مورد حجاب دارند، از همین روست که بسیاری از آنچه مسلم انگاشته می‌شود، زیر سؤال خواهد رفت.
لیلا احمد استدلال می‌کند که پوشش سر در اسلام نباید اجباری تلقی شود زیرا پیش از نزول قرآن وجود داشته است. از طریق تعامل اعراب با سوریه و ایران به عربستان معرفی شد، جایی که حجاب نشان دهنده موقعیت اجتماعی بود. زنانی که در مزارع کار نمی‌کردند، می‌توانستند منزوی و محجبه باشند. از جمله استدلال‌های او این است که در حالی که برخی از آیات قرآن به‌طور کلی به زنان سفارش می‌کند که «جلباب‌های خود را به دور خود بکشند تا مؤمن شناخته شوند و آسیبی به آنان نرسد» (قرآن سوره ۳۳: آیه 58 ). و «عورتشان را نگهدار… و خمر را بر سینه‌هایشان بیاندازند [در حضور مردان غیر خویشاوند]»، [قرآن سوره ۲۴: آیه 31  ] به حیا سفارش می‌کنند. خمار یا حجاب به پارچه‌ای اطلاق می‌شود که در عربستان باستان برای پوشاندن سر استفاده می‌شده است. در حالی که اصطلاح «حجاب» در اصل هر چیزی بود که برای پنهان کردن استفاده می‌شد، برای اشاره به پوشیدن لباس‌های زنان در خارج از خانه، به‌ویژه روسری یا خمار، استفاده می‌شد.
به گفته کارن آرمسترانگ، رضا اصلان و لیلا احمد، الزامات حجاب در ابتدا فقط برای همسران محمد در نظر گرفته شده بود و در خدمت حفظ حرمت آنها بود. به این دلیل که محمد در مسجد مجاور خانه اش امور دینی و مدنی را انجام می‌داد. لیلا احمد در ادامه توضیح می‌دهد که هدف محمد تقویت حس حریم خصوصی و محافظت از فضای صمیمی همسرانش از حضور مداوم جامعه شلوغ در آستان آنها بود. آنها استدلال می‌کنند که اصطلاح دارابة الحجاب («برداشتن حجاب») مترادف و مترادف با «همسر پیامبر شدن» استفاده می‌شد و در طول زندگی محمد هیچ زن مسلمان دیگری حجاب نداشت. اصلان پیشنهاد می‌کند که زنان مسلمان برای تقلید از همسران محمد که به عنوان «مادر مؤمنان» در اسلام مورد احترام هستند، شروع به پوشیدن حجاب کردند و بیان می‌کند که در جامعه مسلمانان «تا حدود سال ۶۲۷ پس از میلاد هیچ سنت حجابی وجود نداشت».
خالد ابوالفضل استدلال می‌کند که همه میانه‌روهای اسلامی موافق هستند که در همه موارد، تصمیم‌گیری در مورد پوشیدن حجاب باید تصمیم مستقل یک زن باشد و به انتخاب او باید احترام گذاشته شود، زیرا موضع میانه‌روی طرفدار انتخاب مبتنی بر آموزه‌های قرآنی است. در دین نباید هیچ اجباری وجود داشته باشد. بسیاری از محققان معتقدند که این دیدگاه‌ها و استدلال‌های معاصر با منابع حدیثی، علمای کلاسیک، منابع تفسیری، اجماع تاریخی و تفاسیر صحابه (مانند عایشه و عبدالله بن مسعود) در تضاد است. نظرها و ادله معاصر را بپذیرید زیرا آن منابع حدیثی صحیح نیستند و اجماع اگر توسط علما استدلال شود (حتی اگر فقط توسط یک عالم به آن استدلال شود) دیگر قابل اجرا نخواهد بود. از نمونه‌های قابل توجه علمای مسلمان سنت‌گرا که این دیدگاه‌های معاصر را می‌پذیرند، می‌توان به محقق اندونزیایی قریش شهاب اشاره کرد. در سال ۲۰۱۲، شیخ مصطفی محمد راشد، محقق مصری از دانشگاه الازهر، در دکترای خود در مورد حجاب بحث کرد؛ در رساله ای مبنی بر اینکه حجاب یک تکلیف اسلامی نیست.
در مورد حجاب اجباری در میان فقها و دین‌پژوهان، اختلاف نظر است و برخی بر این نظر هستند که اجبار حجاب نه تنها وجه شرعی ندارد و در قرآن هم اشاره روشنی به آن نشده، بلکه اخلاقی هم نیست.
آنچه در جمهوری اسلامی به نام حجاب الزام می‌شود آشکارا ناقضِ حقوق بشر است، با منطق قانون و قانون‌گذاری ناسازگار است و با فقه کلاسیک شیعه نیز در تضاد است.

## آمار
در یک نظرسنجی طولی از زنان ساکن ایران در رابطه با حجاب سؤالاتی پرسیده شد. به منظور انجام این نظرسنجی، با روش گلوله برفی و به‌طور تصادفی تماس با صد نفر از زنان صورت گرفت. با توجه به کمبود زمان و مکان، یک سؤال اصلی مطرح شد که مطلعین به آن پاسخ دادند. سؤال این نظرسنجی این بود: «صرف نظر از اعتقادات خود در مورد حجاب، مهم نیست شما حجاب را انتخاب می‌کنید یا نه - آیا با قانون حجاب اجباری موافقید؟» ۷۸ درصد از کسانی که در این نظرسنجی شرکت کردند (هفتاد و هشت نفر از صد زن) پاسخ دادند که آنها با قانون حجاب اجباری مخالف هستند (حتی آنهایی که حجاب را قبول داشته یا حجاب داشتند با این قانون مخالف بودند). در رابطه با این سؤال که چرا زنان ایرانی حجاب دارند؟ نتایج به این شکل بود: به دلیل فرهنگ/باورها: ۳۰ درصد و به دلیل اجبار قانونی: ۷۰ درصد. همچنین ۷۰ درصد زنان حجاب آزادانه و سبک دارند و نه حجاب کاملی که دولت می‌خواهد. ۵۰ درصد معتقد بودند که این حکومت است که حجاب را به شریعت ربط می‌دهد نه قرآن و اسلام و چیزی به نام دستور اسلام به نفع حجاب وجود ندارد. ۹۰ درصد از مصاحبه‌شوندگان (حتی موافقان حجاب اجباری) معتقدند که حجاب کامل در حال حاضر و عملاً از بین رفته است.
بر اساس بررسی‌های سازمان ملل متحد، ۷۳ درصد از مردم ایران با قانون اجبار حجاب مخالف هستند اما دولت همچنان از طریق آن بر زنان اعمال فشار می‌کند.
گزارشی با عنوان «عوامل مؤثر بر اجرایی شدن سیاست‌های حجاب و راهکارهای پیش‌رو» در مرکز پژوهش‌های مجلس منتشر شد که بیان می‌دارد: «حجاب شرعی برای ۳۵ درصد از افراد جامعه ارزشمند است و تقریباً ۵۵ درصد از زنان حجاب عرفی را ارزشمند دانسته‌اند. درواقع نوعی حس و بی‌رغبتی درخصوص حجاب شرعی در میان بخشی از افراد جامعه ایجاد شده است که موجب می‌شود آنها بین دو گزینه حجاب عرفی و شرعی، حجاب عرفی را انتخاب کند.» این گزارش که توسط مرجعی مهم و قابل استناد منتشر شده است بر این دلالت دارد که اکثریت جامعه حجاب عرفی را انتخاب نموده‌اند و حجاب شرعی را هم اقلیت قابل اعتنایی پذیرفته‌اند و لذا هر دو گروه را نمی‌توان نادیده گرفت. و در این حالت اجبار نمودن به حجاب شرعی و جرم انگاری ترک آن برای اکثریت جامعه، آثار زیان باری دارد.
براساسِ آماری که توسط مؤسسه گَمان در سال ۲۰۲۰ منتشر شده است، ۷۲٪ مردم ایران مخالف حجاب اجباری هستند. در مقابل، ۱۵٪ موافق حجاب اجباری هستند. ۵۸٪ اعتقادی به حجاب ندارند، درحالی‌که، ۲۶٫۶٪ به حجاب معتقد هستند. در این نظرسنجی بیش از ۵۰ هزار پاسخ‌دهنده شرکت کردند و حدود ۹۰٪ پاسخ‌دهندگان ساکن ایران بوده‌اند. یافته‌های این گزارش، دیدگاه افراد باسواد بالای ۱۹ سال ساکن ایران (برابر با ۸۵٪ افراد بزرگسال در ایران) را بازتاب می‌دهد و با سطح اطمینان ۹۵٪ و حاشیه خطای ۵٪ قابل تعمیم به این جمعیت است.
در شهریور ۱۳۹۹ نیز، مهدی نصیری، مدیرمسئول سابق روزنامه کیهان در شبکه چهار تلویزیون جمهوری اسلامی ایران اعلام کرد که «براساس پیمایشی که وزارت فرهنگ و ارشاد اسلامی انجام داده، ۷۰ درصد جامعه ایران با الزام حجاب مخالفند.» وی همچنین افزود که سالانه حدود ۵ درصد از شمار کسانی که ملتزم به حجاب هستند کاسته می‌شود و نتایج آخرین نظرسنجی که وزارت ارشاد انجام داده نشان می‌دهد حتی در شهرهای مذهبی مانند قم نیز بیشتر مردم با حجاب اجباری مخالفند. نصیری همچنین اعلام کرد که مقام‌های نظام جمهوری اسلامی به دلیل اینکه نتایج نظرسنجی‌ها در مورد حجاب را مطلوب نمی‌دانند، جلوی انتشار آن را گرفته‌اند.

## دیدگاه سیاسی

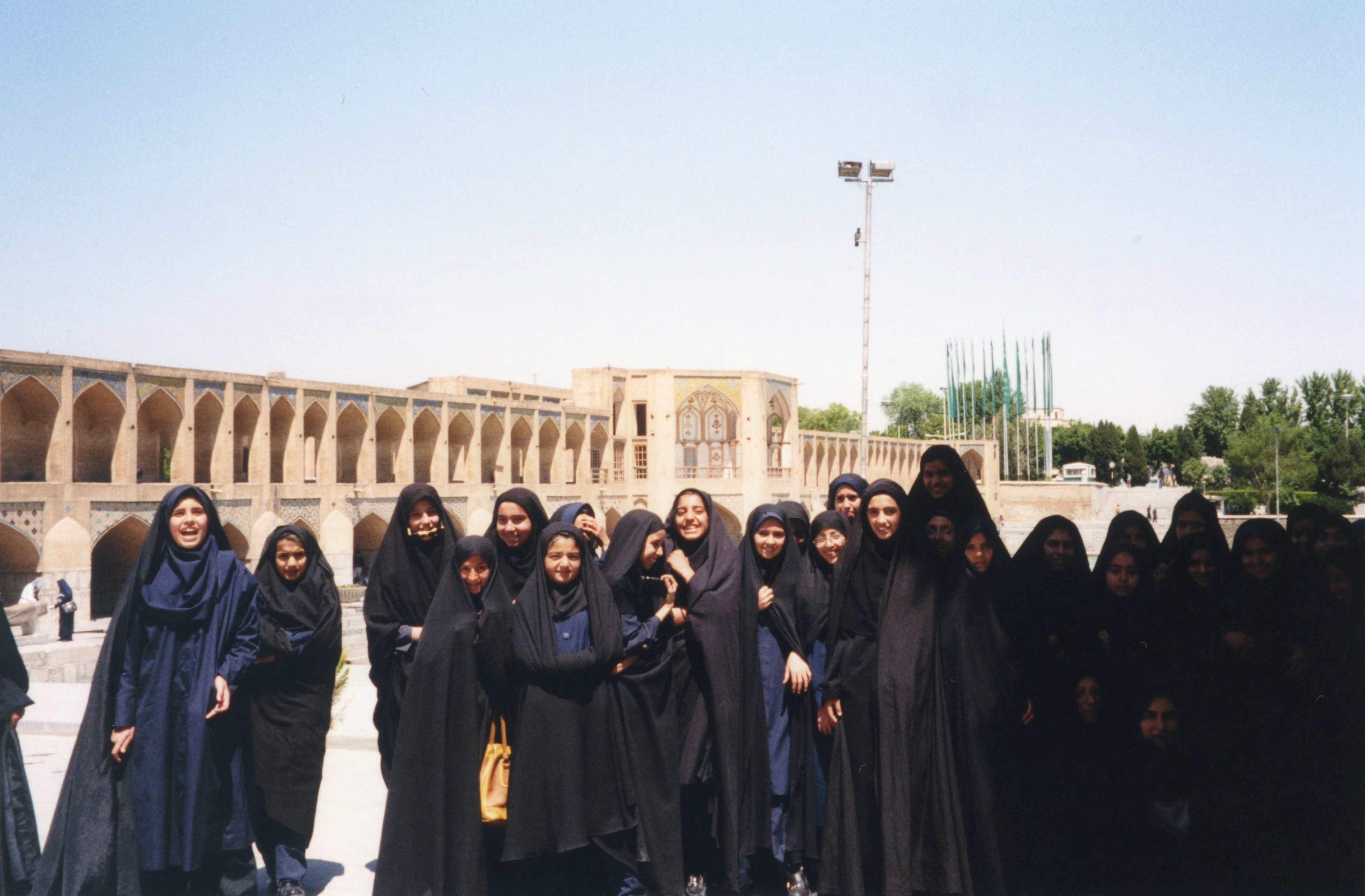
دختران نوجوان با لباس فرم مدرسه در قالب حجاب اجباری و حکومتی مرسوم (چادر، مقنعه و مانتوی سیاه) - روبروی پل خواجو - ایران - اصفهان - حکومت جمهوری اسلامی

مجید محمدی، جامعه‌شناس و روزنامه‌نگار سیاسی اهل ایران، حجاب اجباری را یکی از «محورهای اسلام سیاسی» در قدرت و به عنوان یکی از «بخش‌های جدانشدنی گفتمان اسلام سیاسی» اعلام کرد. وی افزود: «به حکومت طالبان و داعش نگاه کنید، هر جا اسلامگرایان حاکم شده‌اند حجاب را اجباری ساخته‌اند». وی باور داشت که اختیاری کردن حجاب برای اسلامگرایان، یعنی تن دادن آنان به جدایی دین و دولت و آزاد شدن حجاب، این معنا را دارد که دولت در دین‌داری مردمش یا گناه کردن آنان، ورود ندارد و پس از این، دولت‌های اسلامی باید دخالت کردن در گناه‌های دیگر چون نوشیدنی الکلی، موسیقی و فیلم و … را نیز متوقف سازند. وی افزود: «اختیاری شدن حجاب یعنی تفکیک گناه شرعی از جرم و عدم مداخلهٔ حکومت در امور مربوط به گناه… حکومت دینی به این امر تن در نمی‌دهد». او باور داشت که اِعمال کردن حجاب، «بخشی از راهبرد سازمان سرکوب برای کنترل اجتماعی است که تحت عنوان اجرای احکام دین صورت می‌گیرد». رئیس مرکز پژوهش‌های زن و خانواده جمهوری اسلامی ایران، حجاب را از «اولین چالش‌های نظام» اعلام کرد و گفت که اگر در برابر آن کوتاه بیاییم، باید به «دیگر مسائل» نیز تن دهیم.
از سال ۲۰۰۰ به بعد، با قدرت گرفتن دولت‌های طالبان و داعش، حجاب اجباری در سرزمین‌های تحت کنترل‌شان با قوانین مشخصی اجرا می‌شد.
حجاب برای اسلام‌گرایان با شعار «برگشت به شریعت» به عنوان یکی از نشانه‌های اسلامی‌بودن جامعه‌های مسلمان، پنداشته شده است. همچنین نمادی از آموزه‌های تکلیفی و اسلامی برای مردم مسلمان، به ویژه برای زنان بوده است. اگرچه در دید گروهی از فمینیست‌ها به عنوان یک نماد ستم، عقب‌ماندگی و مانعی برای پیشرفت زنان دانسته شده است.
این نماد به مثابه یک معرف مهم برای نشان دادن میزان اعتقاد هنجاری (نه اعتقاد فردی) و میزان نفوذ نهاد مذهب در جامعه است.

## دیدگاه جامعه شناختی

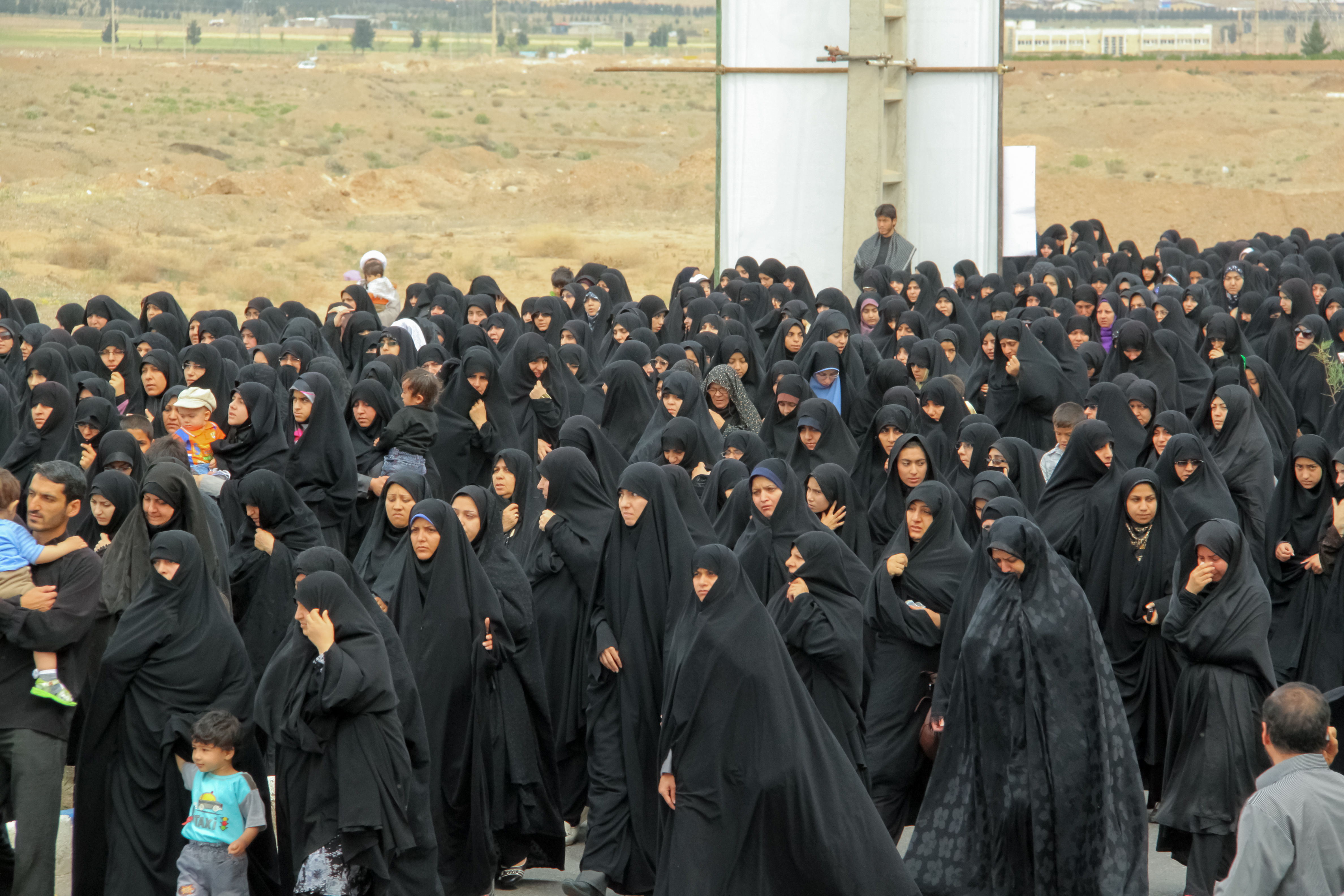
حجاب گروهی از زنان با حجاب حکومتی مرسوم (چادر سیاه) - قم - ایران

### تأثیر ساختار پدرسالار جوامع مسلمان بر حجاب
علیرضا عسگری در تحقیقی تجربی با عنوان (زندانیان خاموش با حجاب سرکوبگر، تحلیل مارکسیستی از حجاب زنان افغان در سوئد، اجبار پدرسالارانه به حجاب و مسئولیت دولت سوئد) ثابت می‌کند که حجاب در میان اکثر زنان افغان در نمونه جمعیتی که رعایت می‌شود نه به خاطر اعتقادات شخصی آنها است و نه اینکه آن را عنصری از فرهنگ/هویت خود می‌دانند بلکه مشخص شد حجاب عمدتاً از طریق ساختار پدرسالارانه اجبار می‌شود که تمایل به اعمال قدرت و کنترل بر زنان خود دارند. به‌طور کلی به‌نظر می‌رسد با برخی استثنائات، مردان از تجاوز کلامی یا فیزیکی بر اقوام زن خود استفاده می‌کنند و این موضوع به رونمایی این زنان به عنوان زندانیان خاموش در حجاب سرکوبگر تبدیل شده‌اند. مسئولیت اصلاح بیماری‌های اجتماعی و اخلاقی ادعایی در جامعه که گفته می‌شود نتیجه بی‌حجابی زنان است بر سر زنانی می‌افتد که باید بدن خود را بپوشانند جهت جلوگیری از نگاه مردانه، کنترل شهوت مردانه و حفظ اخلاق مردان غیر خویشاوند در جامعه.
با به‌کارگیری تحلیل فمینیستی مارکسیستی، چگونگی کنترل بدن زنان از طریق آن مورد بحث قرار گرفت. تحمیل حجاب بر آنها مطابق با نیازهای پروژه سرمایه‌داری است که در آن زنان و بدن آنها باید کنترل شود، زیرا زنان منبع بازتولید کار هستند که برای زنده نگه داشتن پروژه سرمایه‌داری ضروری است و حجاب تنها یکی از راه‌های مختلف کنترل بدن زنان است.
در سوی دیگر، حجاب در جایگاه اجبار، برآیند قرار گرفتن جامعه‌ای مردسالار دانسته شده است. یکی از معیارهای سنجش «غیرت» مردان در جامعه‌های پدر-مردسالار، داشتن حساسیت به حجاب و گزینش گونهٔ پوشاک برای زن است. به گونه‌ای که گویی زن دارندهٔ اختیار نیست و صاحبی دارد و جایگاهش در زیر پدر یا پسر بزرگ خانواده قرار می‌گیرد. در چنین وضعی، حق و اختیار زنان گرفته شده و آنان اراده و اختیارشان را به عنوان انسانی آزاد، می‌بازند؛ اما در سوی دیگر، مردان، دارندهٔ اختیار و تصمیم‌گیرنده‌ای برای گونهٔ پوشاک زنان می‌شوند.

### ارتباط حجاب با فرهنگ و اعتقاد
سؤال اینجاست که اگر حجاب عنصر فرهنگی جامعه ایران است پس چرا فرهنگ حجاب باید توسط دولت و برای جامعه ساخته شود؟ چرا باید حجاب در کشور نهادینه شود؟ با توجه به این مطالعه بر اساس شواهد، پاسخ به این سؤالات همان پاسخی است که مصاحبه شوندگان تأکید کردند و حجاب نه بخشی از فرهنگ زنان ایرانی است و نه به انتخاب آنها. اکنون که این مطالعه نشان داد که حجاب نه یک فرهنگ است و نه به آن دلیل عمل می‌شود پس به حکومت ایران نباید اجازه داد قانون حجاب اجباری را با این ادعا که حجاب یک عنصر فرهنگی ایرانی و انتخاب بانوان ایرانی است توجیه کند. ایران این دو میثاق جهانی (ICCPR و ICESCR) حقوق بشر را پذیرفته و تأیید کرده است پس بدون هیچ گونه قید و شرطی باید به‌طور کامل به آنها احترام بگذارد.

### نظرات فمینیسم
در دید گروهی از فمینیست‌ها به عنوان یک نماد ستم، عقب‌ماندگی و مانعی برای پیشرفت زنان دانسته شده است. نوال سعداوی، کنشگر اجتماعی و فمینیست، به عنوان فمینیستی شناخته شده است که حجاب و آرایش را به اندازه‌ای یکسان، مانع برابری زنان می‌دانست و نقدگر جدی مردسالاری در کشورهای اسلامی بوده است و گفته بود که ظلم به زنان، به روش‌های گوناگونی چون قتل ناموسی، ازدواج اجباری و حجاب انجام می‌شود.

## دیدگاه حقوق بشر و قوانین بین‌المللی
این مطالعه حقوق بشری موارد نقض حقوق بشر در ایران را با پرسش از قانون حجاب اجباری برای زنان ایرانی از منظر جامعه‌شناسی دین مورد بررسی قرار داد. این مطالعه که بر بستر اجتماعی و فرهنگی که قانون حجاب اجباری در آن قرار دارد متمرکز است؛ چنان‌که حکومت ایران مدعی است حجاب بخشی از فرهنگ مردم ایران و انتخاب آزادانه و بر اساس اعتقادات شخصی زنان است. اما در این تحقیق ثابت شد اکثریت زنان ایرانی (۹۰ درصد) با قانون حجاب اجباری مخالف بوده و هستند (حتی آنها که با حجاب موافق بودند). نه حجاب را به عنوان رکن فرهنگی خود می‌شناسند و نه یک انتخاب شخصی. ایران این دو میثاق جهانی (ICCPR و ICESCR) حقوق بشر را پذیرفته و تأیید کرده است پس بدون هیچ گونه قید و شرطی باید به‌طور کامل به آنها احترام بگذارد که در این میثاق نامه‌های جهانی حقوق بشر بر انتخاب آزادانه انسان‌ها تأکید می‌کند و اینکه دولت‌ها نمی‌توانند اراده خود را بر ملت‌ها تحمیل کنند.
سازمان ملل در گزارش حقوق بشر خود در مورد حجاب اجباری در ایران در سال ۲۰۲۲ چنین آورده است: در ایران برای بیش از چهار دهه، زنان تحت این شریعت زندگی کرده‌اند؛ حقوق زنان، آزادی انتخاب، و حاکمیت قانون در ایران نقض می‌شود. رژیم با توجه به حجاب اجباری، زنان را آزار، دستگیر و زندانی می‌کند. با توجه به قانون تحقیرآمیز و تبعیض‌آمیز حجاب اجباری در عرض یک سال، دولت ایران ۳٫۶ میلیون نفر را دستگیر کرد به گفته شاکیان نحوه برخورد با زنان در ایران تنها ترسناک نیست بلکه غیرقابل درک، نابرابر و نامحترمانه است و با وجود این شرایط وحشیانه، مردم از مبارزه علیه حکومت برای برابری دست نمی‌کشند و با ربوده شدن، انداختن به زندان بدون محاکمه مناسب، تحت شکنجه قرار گرفتن، رفتار ناعادلانه نسبت به آنها و در بدترین حالت کشته شدن مواجه اند اما هنوز زنان ایران تسلیم نمی‌شوند.
بر اساس بررسی‌ها، ۷۳ درصد از مردم ایران با قانون اجبار حجاب مخالف هستند اما دولت همچنان از طریق آن بر زنان اعمال فشار می‌کند. حجاب باید خصوصی باشد و مهم است که هیچ‌کس نباید مجبور به پوشیدن آن شود، نه توسط دولت یا شخص دیگری. اجبار به حجاب نقض حقوق اساسی بشر و بین‌المللی است. مبارزه برای حذف حجاب اجباری برای هویت بخشیدن به زنان است و به عزت برمی‌گردد.
ایران از زمان تأسیس سازمان ملل متحد در ۲۴ اکتبر ۱۹۴۵، عضو آن است و بخشی از دو میثاق حقوق بشر، میثاق بین‌المللی اقتصادی، حقوق اجتماعی و فرهنگی (ICESCR) و میثاق بین‌المللی مدنی و سیاسی، حقوقی (ICCPR) است را پذیرفته و متعهد به اجرا شده‌اند و بنابراین موظف به ترویج آن و احترام به مردم ایران هستند. این بدان معناست که ایران نه تنها از نظر اخلاقی ملزم به رعایت حقوق بشر است، بلکه قانوناً ملزم به انجام آن است، به این معنی که قانون حجاب اجباری نقض حقوق بشر است. از زمان انقلاب ایران، دولت این قانون را تصویب کرده است. مقامات ایرانی از این شرط استفاده می‌کنند و توجیه می‌کنند که با توجه به قوانین داخلی خود و به عنوان دلیلی برای معاهدات بین‌المللی قابل اجرا نیستند.
بهنام مِدی، پژوهشگر علم حقوق با توجه به قوانین حقوق بشر جهانی و وضع موجود در ایران در رابطه با اعتقادات و حجاب اجباری آورده است: باز، با رأی، ولو با رأی اکثریتِ قریب به اتفاق جامعه، نمی‌توان آزادیِ باور یا بیان را محدود کرد. به عنوان مثال، نمی‌توان با رأی، باور به یک فرقهٔ مذهبی یا جریان سیاسی را ممنوع یا آزادیِ بیان آنها را محدود کرد. به همین ترتیب، اگر کسی آزادی پوشش و حق انتخاب پوشش را به عنوان یک حق بشری بپذیرد، آن گاه باید توجه داشته باشد که نمی‌توان با رأی‌گیری و رفراندوم، ولو با رأی اکثریتِ قریب به اتفاق جامعه، این حق و آزادی را محدود کرد. پس اصولاً حق‌های بشری و به‌طور خاص حق بر انتخاب پوشش «انتخابات‌بردار» نیستند.

## دیدگاه فلسفی

### جبر و اختیار
بر مبنای دیدگاه‌های فلسفی اسلامی و غربی، انسان موجودی صاحب اراده است و موجود صاحب اراده، می‌تواند اراده خود را بر افعال خود اعمال کند عدم امکان چنین اختیاری، انسان بودن انسان به عنوان یک موجود صاحب اراده آزاد زیر سؤال رفته و رد می‌شود. به همین دلیل می‌توان حجاب را از منظر جبر و اختیار در اعمال آن، چنین تبیین کرد که وقتی زنان نتوانند اراده مختار خود را در انجام حجاب اعمال کنند ماهیت انسانی آن‌ها نیز زیر سؤال رفته و از آن خارج می‌گردد. طباطبایی از فیلسوفان معاصر چنین آورده است: «آدمی در دارا بودن و اتصاف به اصل اختیار ناچار است، ولی در کارهایی که منسوب به اوست و به اختیار از او صادر می‌شود، مختار است یعنی بر حسب فطرت خویش نسبت به فعل و ترک، مطلق‌العنان است و مقید و پایبند (مغلول) هیچ‌یک از دو طرف نیست و این است مراد از آزادی تکوینی انسان»
شیعیان با اعتقاد به دو اصل عدل و حکمت الهی، معتقد به مختار بودن انسان در افعالی است که در مدار تکلیف قرار گرفته، و انسان بر آنها ستایش و نکوهش می‌شود دارند؛ چرا که تکلیف نمودن انسانِ مجبور و ستایش یا نکوهش او بر کاری که از وی صادر گردیده قبیح و نارواست، و به مقتضای اصل عدل و حکمت، خداوند از افعال قبیح منزه است. علی بن ابی طالب در رد اندیشه آنان که قضا و قدر الهی را مستلزم مجبور بودن انسان می‌دانند، فرموده است: «اگر چنین بود، هر آئینه ثواب و عقاب، امر و نهی و تنبیه باطل بود و وعده و وعید بی اساس، و بدکار را نکوهش و نیکوکار را ستایشی نبود.» و با توجه به دیدگاه شیعیان در موضوع جبر اختیار و قانون حجاب اجباری می‌توان گفت جمهوری اسلامی با وجود اسلامی و شیعی بودن، اعتقادات و تفکر فلسفی شیعی را نقض کرده است.
همچنین با توجه به گفته جعفرصادق، در بحث قانون حجاب اجباری، جمهوری اسلامی و دیگر کشورها و فقیهان فراتر از خداوند عمل کرده‌اند. محمد بن عَجْلان از جعفرصادق پرسید: آیا خداوند بندگان را بر انجام کارها مجبور نموده است؟ پاسخ داد: «خداوند عادل‌تر از آن است که بنده‌ای را بر کاری مجبور سازد آن گاه او را عقوبت کند.»
حجاب برای یک زن مسلمان واجب و ضروری است ولی مفهوم «وجوب» و «ضرورت» با مفهوم «اجبار» تفاوت می‌کند. به تعبیر شیخ طوسی، هر تکلیف و واجب شرعی اساساً بدون اختیار معنا پیدا نمی‌کند، این یک قاعده است. وقتی گفته می‌شود چیزی جزو تکالیف و واجبات است، معلوم می‌شود اختیاری است؛ یعنی کسی نمی‌تواند به عنوان تکلیف شرعی دیگران را با زور الزام به انجام آنها بکند؛ بنابراین حجاب هم در عین حال که وجوب شرعی دارد اختیاری است.

## دیدگاه حقوقی
افراد به عنوان فرد، در امور اجتماعی نسبت به یکدیگر هیچ حق و وظیفه ای جز روشنگری یعنی امر به معروف و نهی از منکر ندارند. فقط حکومت و نهادهای قانونی که مظهر اراده جمعی می‌باشند، وظیفه دارند با تدابیر قانونی از مصالح عمومی صیانت کنند و از وقوع جرم و بزه اجتماعی پیشگیری نمایند. ولی حکومت نیز همانگونه که فقها تصریح نموده‌اند، هیچ وظیفه ای جز حفظ مصالح عامه نداشته و لذا ابتدائاً حق ورود به حوزه خصوصی شهروندان را ندارد. . آنچه که برخی دوستان در مورد الزام حکومتی در امور حسبیه فرموده‌اند بر فرض پذیرش مبنا – که البته محل تأمل جدی قرار دارد – دستکم در این خصوص اصلاً قابل اثبات نیست و هرگز نمی‌توان ادعا کرد که اجبار بر حجاب جزو امور حسبیه است. چون برای اثبات چنین چیزی، چند ادعای دیگر باید به اثبات برسد که قطعاً غیرقابل اثبات است؛ دونه خرط القتاد! از جمله اینکه باید ثابت شود بی‌حجابی، مطلقاً از مصادیق «تجاهر به فسق» و ملازم با نقض «عفت عمومی» می‌باشد و هذا کما تری! چنین ادعایی در کلیت خود قطعاً باطل است و موارد نادر و خاصی هم که احیاناً چنین تلازمی ادعا شود، باید از طرق مشروع و قانونی اثبات شود…
احسان محمد رحیم‌نیا در مقاله‌ای با توجه به دو نکته (گزارش آماری مجلس شورای اسلامی دربارهٔ حجاب و همچنین منطق قانون‌گذاری در جامعه و حقوق) استدلال می‌کند که قانون‌گذاری‌ها و جرم‌انگاری‌های مربوط به حجاب اجباری در ایران به هیچ‌وجه قابلیت اجرایی و حقوقی ندارد و حتی زیان‌بار است.
قانون، قانون شده است تا با «زور محض» متفاوت باشد. در واقع، هم قانون و هم زور محض چیزی را به افراد الزام می‌کنند و از آنها اطاعت می‌خواهند. حرامی و دزدِ سرگردنه و قُطّاع‌الطریق نیز چیزی از اموال ما می‌ستاند و قانون‌گذار نیز به موجب قانونِ مالیات چیزی را از اموال ما می‌ستاند اما فرقی بین این دو وجود دارد و باید وجود داشته باشد تا یکی مشروع و موجه و دیگر نامشروع و ناموجه باشد. در واقع، قانون تنها در یک صورت از زور محض متفاوت می‌شود که دو ویژگی داشته باشد. به بیان دیگر دو شرط لازمهٔ مشروعیت و موجهیتِ قانون هستند؛ یکی این‌که قانون باید بازگشت به «رضایت» اعضاء جامعه داشته باشد و دیگری اینکه قانون باید «خیر عمومی» را محقق کند. نقضِ هر یک از این دو شرط، به خصوص شرط اول، قانون را از قانون‌بودن می‌اندازد و به زور محض تبدیل می‌کند که دیگر الزامی برای اطاعت افراد ایجاد نمی‌کند. حال سؤال این است که آیا قانون حجاب در ایران از این دو شرط برخوردار است؟ دو نکتهٔ مهم در این راستا وجود دارد. یکی احرازِ رضایت عمومی باید از طریق معیارهای پذیرفته‌شده و روشن باشد؛ بنابراین با جمع کردنِ عده‌ای در یک استادیوم یا چند مصاحبهٔ تلویزیونی با مردم نمی‌توان این رضایت را محرَز دانست و مدعی شد که مردم راضی به این قانون هستند. در واقع این الزام یا از طریق رفراندوم باید به رأی اکثریت برسد یا باید نمایندگانِ اکثریت اعضاء جامعه در نهاد قانون‌گذاری آن را تصویب کنند؛ بنابراین، با حدس و گمان و تبلیغات نمی‌توان رضایت مردم را محرز دانست.
سؤال این است که آیا در ایران رضایت اعضاء جامعه نسبت به الزامِ حجاب به این شکلِ «استاندارد» احراز شده است یا خیر؟ از سوی دیگر، قانون حجاب باید خیر عمومی را تحکیم کرده یا ارتقاء دهد. احراز این امر نیز باز باید با معیارهای روشن، مشخص و علمی انجام شود. پس با تبلیغات نمی‌توان ادعا کرد که این قانون خیر عمومی را محقق می‌کند؛ بنابراین احرازِ این مهم نیز باید با اشکال استاندارد و پذیرفته‌شده انجام شود و لاغیر. حال سؤال این است که آیا چنین ارزیابی‌ای در ارتباط با قانون حجاب و رابطهٔ آن با خیر عمومی در ایران انجام شده است یا خیر؟

## دیدگاه سلامتی

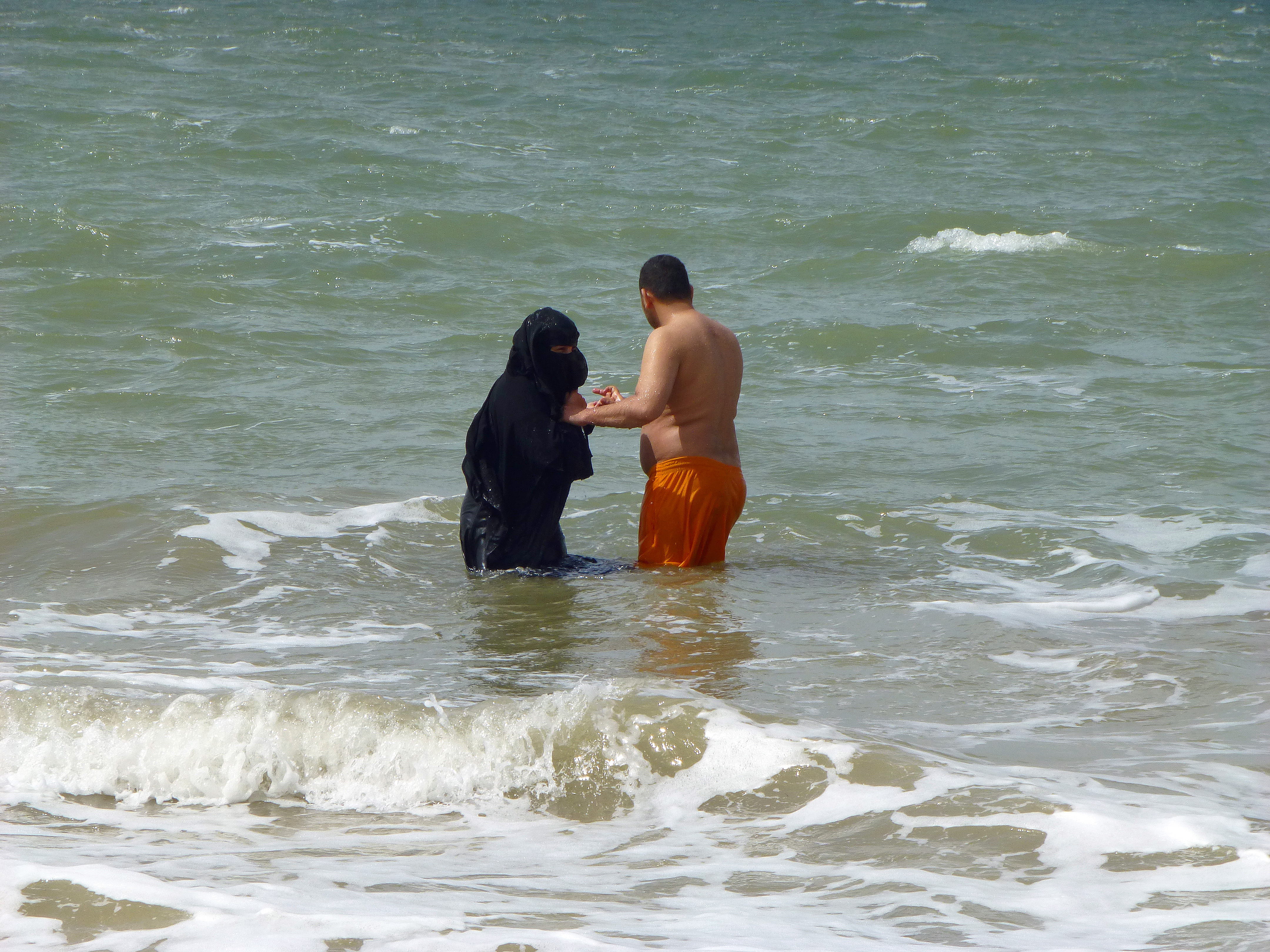
زنی درحال تمرین شنا با حجاب (برقع و نقاب)

جدای از مشکلات بهداشتی پیش آمده از پوشش دائمی بدن و موی سر در جاهای همگانی، دریافت آفتاب کافی از دیگر موارد مورد توجه به حجاب در رسانه‌ها بوده است. کمبود ویتامین دی در میان زنان ایران بیشتر دیده شده است و حجاب اسلامی از جذب نور خورشید به پوست پیشگیری می‌کند. باوری در میان برخی پزشکان مبنی بر کمبود ویتامین دی در میان زنان با پوشش چادر وجود دارد. موارد اعلامی از برخی از پزشکان و متخصص‌های دارویی و مشاورهایی که در این زمینه فعالیت داشته‌اند، بر این موضوع متمرکز بوده است که پوشش چادر در میان زنان ایرانی، یکی از مهم‌ترین عامل‌های کمبود ویتامین دی در میان‌شان است. اما در ایران، شهاب اولیایی، رژیم‌شناس و متخصص تغذیه، گفت: «حجاب و نوع پوشش تنها عامل کمبود ویتامین دی نیست بلکه آلودگی هوا، زاویه تابش نور خورشید، رنگ پوست، محدوده جغرافیایی و چاقی هم می‌تواند عوامل دیگری برای کمبود ویتامین باشد». اولیایی این باور در میان پزشکان مبنی بر کمبود ویتامین دی در میان زنان با پوشش چادر را نادرست دانست. برخی نشریه‌های معتبر علمی و ساینس دایرکت در طول پژوهشی دربارهٔ ویتامین دی، اعلام داشتند که از آن‌جایی که آفتاب از منبع‌های اصلی تأمین کردن ویتامین دی است و پوشاک مردم در جذب آن ویتامین اثر دارد، ۸۰ درصد از زنان حجابی، به کمبود این ویتامین دچار می‌شوند.
ام اس و حجاب نیز در نظریه‌ای مرتبط دانسته شده‌اند. داده‌های پژوهشگران ایرانی نشان داده بود که آمار ام اس در میان سال‌های ۱۳۶۸ تا ۱۳۸۴ در تهران، پایتخت ایران، هفت برابر و در اصفهان در میان سال‌های ۱۳۸۴ تا ۱۳۸۸ سه برابر شده بود. جولیا پاکپور و سریرام راماگوپالان، دو تن از پژوهشگران علوم ژنتیکی دانشگاه آکسفورد اعلام کرده‌اند که شاید پوشش اجباری زنان در دوران پس از انقلاب ۱۳۵۷ ایران، عامل چنین وضعی باشد.

## دیدگاه فقهی

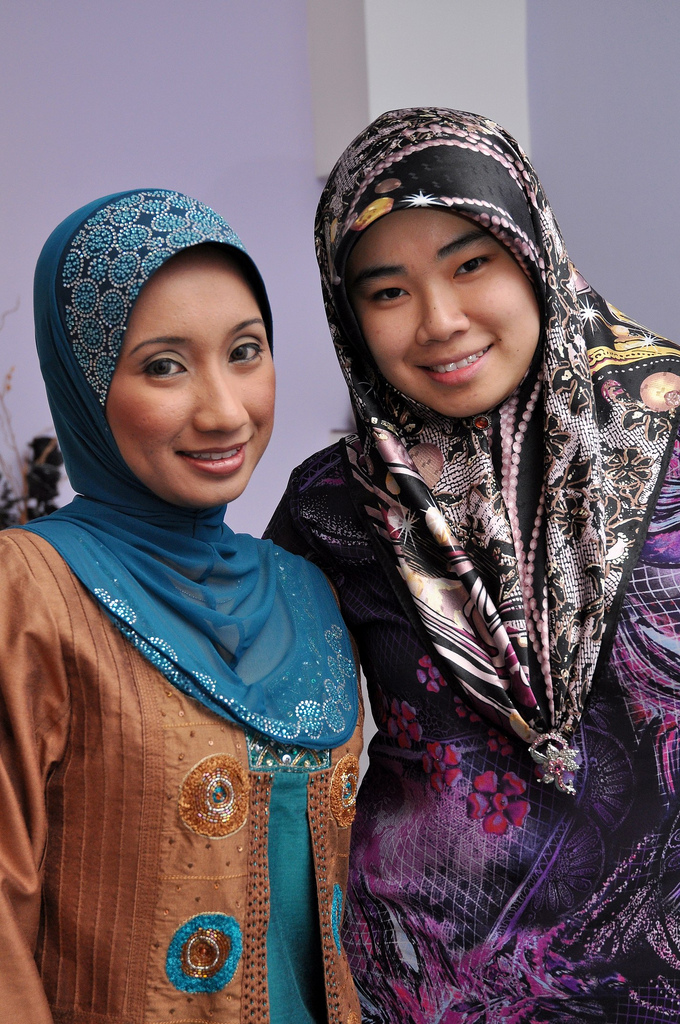
زنان با حجاب اختیاری مرسوم (تودونگ) که اصطلاح مالایی برای روسری است _ برونئی

### زمان الزام حجاب
فقها بر اساس قرآن کریم و سنت پیامبر معتقد بودند که بر هر زن مسلمانی که به سن تکلیف رسیده است (یعنی سن شروع حیض و رسیدن زن به سن زن) واجب است.

### حجاب در برابر چه کسانی واجب است
در مقابل مردان نامحرم حجاب شرعی داشته باشند. بنابراین، حجاب بر زن بالغ مسلمان واجب است، مگر برای کسانی که شرعاً به او اجازه می‌دهد که در مقابل آنان خود را آراسته کند و آن‌ها عبارتند از: (پدر، جد، پدر شوهر)، پسران شوهران، پسران آنها، برادران، پسران برادران، پسران خواهر، عموهای پدری، دایی ها، محارم از شیر مادر).

### سنی
چهار مکتب بزرگ اهل سنت (حنفی، شافعی، مالکی و حنبلی) بر این باورند که پوشاندن مو بر زنان آزاد واجب است و تمام بدنش به جز صورت و دست‌ها، در حالی که در حضور افراد جنس مخالف غیر از افراد نزدیک خانواده است.
به گفته حنفی‌ها و سایر علما، این الزامات شامل بودن در کنار زنان غیرمسلمان نیز می‌شود، از ترس اینکه ممکن است ویژگی‌های فیزیکی او برای مردان غیرمرتبط عیان شود. کمیته دائمی اهل سنت در تحقیقات اسلامی و صدور فتوا در عربستان سعودی و محمد بن آدم الکوثری نیز معتقدند زنان باید سر خود را بپوشانند. مردان باید از ناف تا زانوهای خود را بپوشانند، اگرچه مدارس در مورد پوشاندن ناف و زانوها یا فقط در پوشش بین آنها متفاوت است.

### شیعه
عمده‌ترین و مهم‌ترین مجموعه‌های حدیثی شیعه مانند نهج‌البلاغه و کتاب الکافی در بیشتر موارد جزئیاتی در مورد الزامات حجاب ارائه نکرده‌اند. اما نقل قولی از من لا یحضروه الفقیه، موسی کاظم در پاسخ به برادرش به حجاب زن در هنگام نماز اشاره می‌کند و می‌گوید: «او بدن و سر خود را با آن می‌پوشاند، سپس نماز می‌خواند و اگر پاهایش بیرون زده باشد. از پایین، و او وسیله ای برای جلوگیری از آن ندارد، ضرری ندارد».

### متفرقه
در خلوت و در حضور اقوام نزدیک (محرم) احکام لباس راحت می‌شود. اما اکثر علما در حضور شوهر بر اهمیت آزادی متقابل و لذت زن و شوهر تأکید می‌کنند.
علمای سنتی در مورد پوشاندن دست و صورت اختلاف نظر داشتند. اکثریت بر این عقیده بودند که صورت و دست جزء برهنگی آنها نیست. برخی عقیده داشتند که پوشاندن صورت در صورتی مستحب است که زیبایی زن آنقدر زیاد باشد که باعث ایجاد وسوسه یا اختلاف عمومی شود.

## حجاب کودکان

### نظر فقهی
از نظر فقهی، کودکان ملزم و مجبور به رعایت حجاب نیستند و طبق نظر فقها، حجاب بر زن بالغ مسلمان، زنی که به سن تکلیف (یعنی سن شروع حیض و رسیدن به سن زن شدن) رسیده است واجب است و مجبور به رعایت آن است به همین دلیل کودکان تا سنین 12 و بالاتر که هنوز حیض نشده و بالغ نشده اند ملزم به رعایت حجاب نیستند.

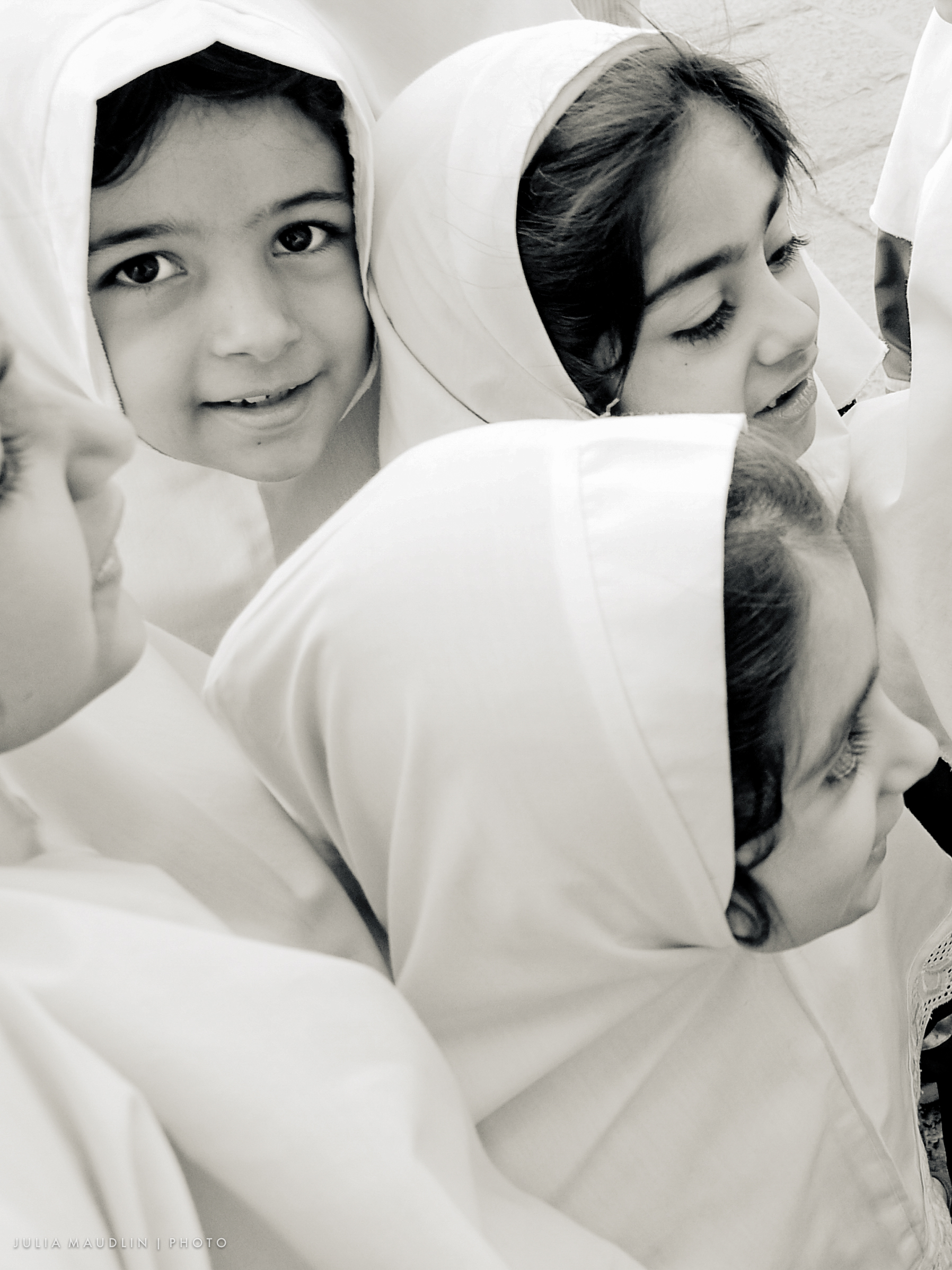
کوکان دبستانی زیر سن تکلیف با لباس فرم مدرسه در قالب حجاب اجباری و حکومتی (مانتو و مقنعه) - قم، ایران

### حجاب اجباری کودکان در ایران
در ایران بعد از انقلاب ۱۳۵۷، با توجه به قانون اجباری شدن حجاب، کودکان دختر نابالغ و یا به سن تکلیف نرسیده از همان اول دبستان نیز باید حجاب را رعایت کنند و اخیرا در سال ۱۴۰۲ با توجه به قانون جدید نسبت به کودکان دختر زیر 18 سال نیز جرم انگاری شده است. تمام دختران دبستانی از اول دبستان در ایران ملزم به رعایت حجاب هستند.

### تبعات اجبار حجاب بر کودکان
بسیاری از زنان اجبار حجاب در کودکی را ظلم بزرگی در حق زنان می دانند که باعث می شود کودکان نسبت به خود بیگانه شده و از نظر روانی دچار افسردگی و رخوت گردند و آزادی و تحرک خود را از دست بدهند.

## در کتب اسلامی
پوشیدن حجاب و سایر لباس‌ها - مانند نقاب، چادر یا برقع - اغلب به‌عنوان عرف مورد نیاز اسلام اشتباه گرفته می‌شود. با این حال، این پوشش به اصطلاح یکی از ارکان پنج‌گانه اسلام نیست، و هم قرآن (کتاب مقدس اسلام) و هم حدیث (روایات یا سخنان محمد) در مورد پوشش مناسب تا حدودی مبهم هستند.

### قرآن
در آیات قرآنی مربوط به آداب پوشش، به جای حجاب، از اصطلاح خمار استفاده شده است که در انگلیسی به «veil» ترجمه می‌شود. اما به گفته برخی منظور پوشنده سر است، جلباب (لباس یا خرقه) بیشتر به جای حجاب استفاده می‌شود. حدود شش آیه به‌طور خاص به نحوه لباس پوشیدن و راه رفتن زن در ملاء عام اشاره دارد؛ علمای مسلمان در مورد چگونگی اجرای این آیات اختلاف نظر داشته‌اند، برخی بیان کرده‌اند که روسری لازم است و برخی دیگر گفته‌اند. که روسری لازم نیست.
واضح‌ترین آیات در مورد الزام حیا و تواضع در لباس پوشیدن، سوره ۲۴: آیه ۳۰–۳۱ است که به مردان و زنان می‌گوید متواضعانه لباس بپوشند و رفتار کنند و جزئیات بیشتری در مورد پوشش متواضعانه متمرکز بر زنان است:
«ای پیامبر!» به مردان مؤمن بگو چشمان خود را فرو گیرند و پاکدامنی خود را حفظ کنند. این برای آنها پاکتر است. همانا خداوند به آنچه انجام می‌دهند آگاه است. و به زنان با ایمان بگو چشمان خود را فرو گیرند و پاکدامنی خود را حفظ کنند و زینتهای خود را جز آنچه ظاهر است آشکار نکنند. نقاب خود را بر سینه‌های خود بیندازند و زینت‌های پنهان خود را آشکار نسازند مگر برای شوهرانشان، پدرانشان، پدرزنانشان، پسرانشان، پسرخوانده‌هایشان، برادرانشان، پسران برادرشان یا خواهرانشان. همنوعانشان، کنیزانی که در اختیار دارند، خدمتکاران مردی که هیچ تمایلی ندارند، یا کودکانی که هنوز از برهنگی زنان بی خبرند. اجازه ندهید که پاهای خود را بکوبند و توجه را به زینت‌های پنهان خود جلب کنند. ای مؤمنان، همگی به سوی خدا بازگردید، باشد که رستگار شوید.
کلمه خمار در مضمون این آیه فقط به عنوان «حجاب» ترجمه شده است که برای مردم استفاده می‌شود. چنین پوشش‌هایی در عربستان در زمان ظهور اسلام بیشتر برای محافظت در برابر آفتاب داغ و صحرا مورد استفاده قرار می‌گرفت.
قرآن سوره ۳۳: آیه ۵۹ به محمد می‌گوید که از اعضای خانواده‌اش و سایر زنان مسلمان بخواه که هنگام بیرون رفتن، لباس‌های بیرونی بپوشند تا مورد آزار قرار نگیرند.
ای پیامبر! از همسران و دختران و زنان مؤمن خود بخواهید که عبای خود را بر بدن خود بکشند. به این ترتیب احتمال اینکه آنها به عنوان نیکوکار شناخته شوند و مورد آزار و اذیت قرار نگیرند بیشتر است. و خداوند آمرزنده و مهربان است. ـ سوره احزاب، آیه 33
مفسران اسلامی عموماً اتفاق نظر دارند که این آیه به آزار جنسی زنان مدینه اشاره دارد. همچنین دیده می‌شود که اشاره به زن آزاد است که طبری برای آن از ابن‌عباس نقل می‌کند. ابن کثیر بیان می‌کند که جلباب زنان مسلمان آزاد را از زنان جاهلی متمایز می‌کند، بنابراین مردان دیگر می‌دانند که زنان آزاد هستند و برده یا فاحشه نیستند، و این نشان می‌دهد که پوشش برای غیرمسلمانان صدق نمی‌کند. وی از سفیان ثوری نقل می‌کند که در این باره اظهار نظر می‌کند که اگرچه ممکن است جواز نگاه کردن به زنان غیر مسلمانی که خود را زینت می‌دهند، تلقی شود، اما برای دوری از شهوات جایز نیست. قرطبی با طبری موافق است که این آیه برای آزادگان است. او گزارش می‌دهد که نظر صحیح این است که جلباب تمام بدن را می‌پوشاند. او همچنین از صحابه استناد می‌کند که می‌گوید این بیشتر از یک ریدا (شال یا لفافی که روی تنه را می‌پوشاند) نیست. او همچنین دیدگاه اقلیت را گزارش می‌دهد که نقاب یا پوشش سر را جلباب می‌داند. ابن عربی معتقد است که زیاده روی در پوشش، شناخت زن را که آیه ذکر می‌کند ناممکن می‌سازد، هر چند قرطبی و طبری هر دو متفق القول هستند که واژه شناخت در مورد تشخیص زنان آزاد است.
برخی از علما مانند ابن حیان، ابن حزم و محمد نصیرالدین آلبانی توضیح رایج آیه را زیر سؤال بردند. حیان معتقد بود که «زنان مؤمن» هم به زنان آزاد و هم به بردگان اطلاق می‌شود، زیرا این دو به آسانی مقید به جذب شهوات هستند و حذف آنها به وضوح مشخص نیست. حزم نیز بر این باور بود که بردگان مسلمان را پوشش می‌دهد، زیرا قانون عدم آزار برده یا زنا با او را مانند زن آزاد نقض می‌کند. وی اظهار داشت که هر چیزی را که به محمد نسبت داده نمی‌شود نادیده گرفت.
کلمه حجاب در قرآن به لباس زنانه اطلاق نمی‌شود، بلکه به پارتیشن یا پرده فضایی اشاره دارد. گاهی به معنای واقعی کلمه است، مانند آیه ای که به صفحه ای اشاره دارد که همسران محمد را از زائران خانه او جدا می‌کند، در حالی که در موارد دیگر این کلمه به جدایی بین خدا و فانی، ستمکاران اشاره دارد (۴۲:۵۱). و صالحان (۷:۴۶، ۴۱:۵)، مؤمنان و کافران (۱۷:۴۵)، و نور از تاریکی (۳۸:۳۲). تعابیر حجاب به انفصال را می‌توان به سه قسم: مانع بصری، مانع فیزیکی و مانع اخلاقی تقسیم کرد. یک مانع بصری (به عنوان مثال، بین خانواده محمد و جامعه اطراف) برای مخفی کردن چیزی از دید کار می‌کند، که بر مرز نمادین تأکید می‌کند. از یک مانع فیزیکی برای ایجاد فضایی استفاده می‌شود که آسایش و حریم خصوصی را برای افراد، مانند زنان نخبه، فراهم می‌کند. مانع اخلاقی مانند بیان طهارت دلها نسبت به همسران محمد و مردان مسلمانی که آنها را زیارت می‌کنند، امری را حرام می‌کند.

### حدیث

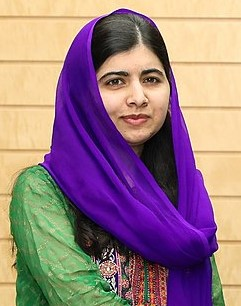
ملاله یوسف زی، فعال آموزش و پرورش پاکستان و برنده جایزه صلح نوبل ۲۰۱۴، با حجاب اختیاری (روسری)

منابع حدیثی جزئیات حجاب زن و مرد، تفسیر آیات قرآنی منسوب به صحابه را مشخص کرده و منبع عمده ای است که علمای حقوق مسلمان برای استنباط احکام خود از آن استفاده می‌کردند. در صحیح بخاری از عایشه آمده است:
عمر بن خطاب به رسول خدا (صلی الله علیه و آله و سلم) می‌گفت: «زنانت را محجبه کن» اما او این کار را نکرد. همسران پیامبر (صلی الله علیه و آله) شبها فقط در المناسی برای اجابت دعوت فطرت بیرون می‌رفتند. روزی سعوده دختر زمعه بیرون رفت و زنی بلند قد بود. عمر بن خطاب او را در حالی که در مجلسی بود دید و گفت: ای سعود تو را شناختم. او (عمر) در حالی که مشتاق دستورها الهی در مورد حجاب بود، چنین گفت، پس خداوند آیه حجاب را نازل کرد. (الحجاب؛ پوشش کامل بدن به استثنای چشم).
عایشه همچنین گزارش داد که وقتی قرآن سوره ۲۴: آیه ۳۱ نازل شد، مردان انصار نزد زنان انصار رفتند و کلماتی را که خداوند نازل کرده بود بر آنان خواندند. هر مردی برای همسرش، دخترش، خواهرش و دیگر اقوام زنش تلاوت می‌کرد. هر یک از آنان از روی ایمان و ایمان به آنچه خداوند نازل کرده بود، برخاست و لفاف تزئین شده خود را برداشت و در آن پیچید. آنها در پشت سر رسول خدا ظاهر شدند انگار که بر سرشان کلاغ‌هایی هستند.
حدیثی مشابه ابوداود، است که در پاسخ به آیات آمده است: «زنان انصار چنان بیرون آمدند که گویی کلاغ‌هایی بر سرشان آویزان شده بود». اگرچه در این روایات به لباس سیاه اشاره شده است، اما روایات دیگر حاکی از آن است که همسران پیامبر از رنگ‌های دیگری مانند زرد یا گل سرخ نیز استفاده می‌کردند.
صفیه بنت شیبه روایت می‌کند: عایشه می‌گفت: هنگامی که (آیه) نازل شد که حجاب‌های خود را بر سینه‌های خود بیندازند، (خانم‌ها) ضمادهای کمر خود را از لبه‌ها بریدند و خود را با تکه‌های بریده حجاب کردند.» صحیح البخاری، 6:60:282 ، 32:4091 . این حدیث غالباً به این صورت ترجمه شده است: «و سر و صورت خود را با پارچه‌های بریده پوشانده‌اند»، زیرا کلمه عربی به کار رفته در متن (عربی: فَاخْتَمَرْنَ) می‌تواند شامل یا حذف صورت باشد و اختلاف وجود داشته باشد. در مورد اینکه پوشاندن صورت مستحب است یا واجب. بارزترین شرح یا شرح صحیح بخاری، شرح فتح الباری است که این را شامل صورت می‌گیرد.

یحیی از مالک از محمد بن زید بن قنفذ به من نقل کرد که مادرش از ام سلمه همسر پیامبر صلی الله علیه و آله پرسید: زن در نماز چه لباسی بپوشد؟ او می‌گوید: «می‌تواند با خمار (روسری) و دیر (به عربی: الدِّرْعِ، روشن، «سپر»، ترجمه آن «لباس زنانه») که به پایین می‌رسد و بالای پاهایش را می‌پوشاند، نماز بخواند. موطة امام مالک کتاب ۸ حدیث ۳۷. از عایشه روایت شده است که رسول‌الله صلی الله علیه وسلم فرمودند: نماز زنی که به سن حیض رسیده است بدون خمار قبول نمی‌شود. جامع ترمذی 377.

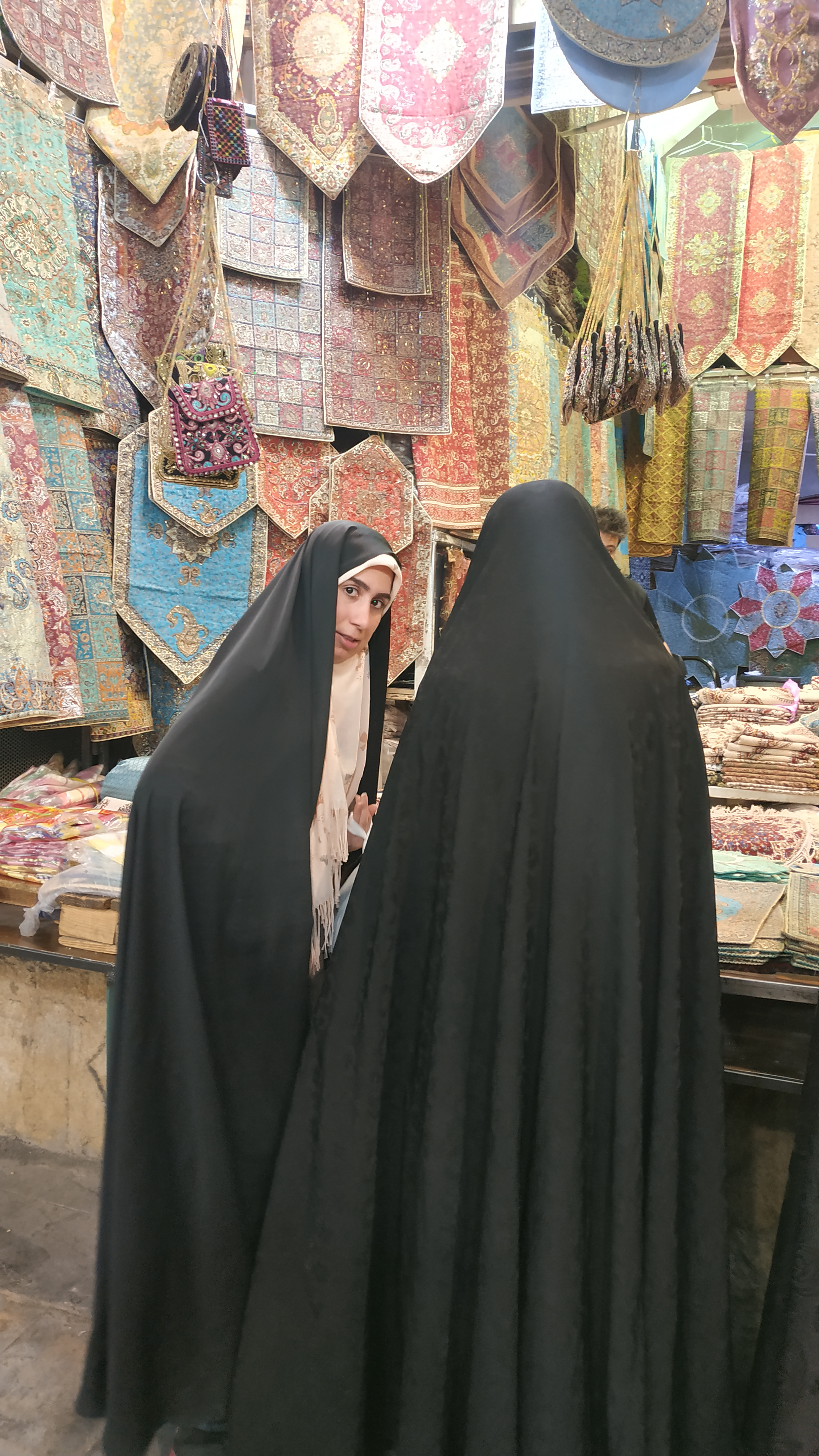
زنان شیعه با حجاب مرسوم حکومتی (چادر سیاه) در شیراز، ایران

## عرف های حجاب
سبک‌ها وعرف‌های حجاب در سراسر جهان بسیار متفاوت است.
یک نظرسنجی که در سال ۲۰۱۴ توسط مؤسسه تحقیقات اجتماعی دانشگاه میشیگان انجام شد، از ساکنان هفت کشور با اکثریت مسلمان (مصر، عراق، لبنان، تونس، ترکیه، پاکستان و عربستان سعودی) پرسید که کدام سبک لباس زنانه را بیشتر مناسب در عموم می‌دانند. این نظرسنجی نشان داد که روسری (به شکل تنگ یا گشاد آن) توسط اکثر پاسخ دهندگان در مصر، عراق، تونس و ترکیه انتخاب شده است. نرخ پاسخ برای مردم ترکیه فقط حدود ۶۰٪ بود. در عربستان سعودی، ۶۳ درصد به حجاب نقاب ترجیح دادند. در پاکستان نقاب، عبای چادری تمام قد و روسری هر کدام حدود یک سوم آرا را به خود اختصاص دادند. در حالی که در لبنان نیمی از پاسخ‌دهندگان نمونه (که شامل مسیحیان و دروزی‌ها می‌شد) اصلاً پوشش سر را انتخاب نکردند. این نظرسنجی «تفاوت قابل توجهی» را در ترجیحات بین مردان و زنان مورد بررسی نشان نداد، به جز در پاکستان، جایی که مردان بیشتری از پوشش زنان محافظه کار حمایت می‌کردند. با این حال، زنان به شدت از حق زنان برای انتخاب نحوه لباس پوشیدن حمایت می‌کنند. افرادی که تحصیلات دانشگاهی دارند نسبت به افرادی که تحصیلات دانشگاهی ندارند در انتخاب خود محافظه کارتر هستند و بیشتر از حق زنان برای تصمیم‌گیری در مورد سبک لباس پوشیدنشان حمایت می‌کنند، مگر در عربستان سعودی.
برخی از زنان شیک‌پوش به حجاب‌های غیرسنتی مانند مقنعه روی آورده‌اند. در حالی که برخی مقنعه را به عنوان یک پوشش مناسب برای سر می‌دانند، برخی دیگر معتقدند که اگر گردن را آشکار بگذارد نمی‌توان آن را یک حجاب اسلامی مناسب تلقی کرد.

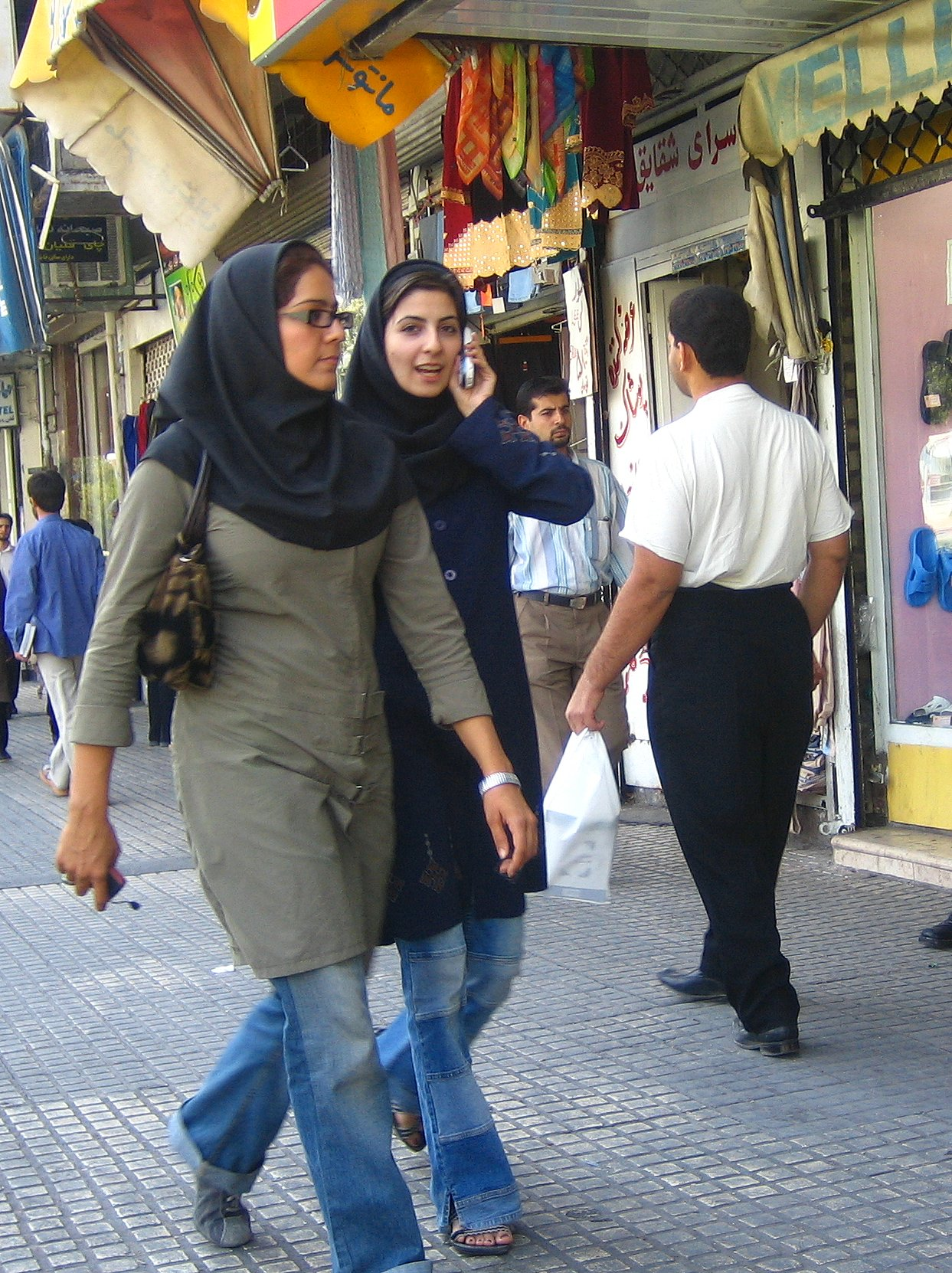
نمونه‌ای از حجاب رایج حکومتی و اجباری (مانتو و مقنعه سیاه) زنان ایرانی در سال ۲۰۰۵

در ایران، جایی که پوشیدن حجاب از نظر قانونی الزامی است، بسیاری از زنان مرزهای نوع پوشش دولتی را زیر پا می‌گذارند و در معرض خطر جریمه یا مجازات بازداشت قرار می‌گیرند. در همین حال، در یک نظرسنجی مرکز تحقیقات پیو در سال ۲۰۱۱، اکثر زنان مسلمان آمریکایی نیز گزارش دادند که حجاب داشتند، ۳۶ درصد نشان می‌داد که هر زمان که در انظار عمومی بودند حجاب داشتند و ۲۴ درصد دیگر گفتند که بیشتر یا برخی اوقات حجاب داشتند. ۴۰ درصد گفتند که هرگز حجاب نداشتند.
در ترکیه حجاب قبلاً در دانشگاه‌ها و مدارس خصوصی و دولتی ممنوع بود. این ممنوعیت در مورد روسری پیچیده شده دور گردن که به‌طور سنتی توسط زنان روستایی آناتولی پوشیده می‌شد، اعمال نمی‌شود، بلکه در مورد پوشش سر که به‌طور مرتب در کناره‌ها سنجاق می‌شود، که در ترکیه توربان نامیده می‌شود، اعمال می‌شود که از دهه ۱۹۸۰ توسط تعداد فزاینده‌ای از زنان تحصیل کرده شهری پذیرفته شده است. . تا اواسط دهه ۲۰۰۰، بیش از ۶۰ درصد از زنان ترک سر خود را بیرون از خانه می‌پوشاندند. با این حال، اکثریت آن‌ها پوشش سنتی و غیراسلامی بر سر دارند و تنها ۱۱ درصد مقنعه (توربان) می‌پوشیدند. این ممنوعیت در سال ۲۰۰۸ از دانشگاه‌ها، از ساختمان‌های دولتی در سال 2013 و از مدارس در سال ۲۰۱۴ برداشته شد.
حجاب همچنین یک عمل فرهنگی رایج برای مسلمانان در غرب است. به عنوان مثال، در یک نظرسنجی 2016 Environics، اکثریت بزرگی (۷۳٪) از زنان مسلمان کانادایی گزارش کردند که نوعی پوشش سر در اماکن عمومی دارند (۵۸٪ حجاب، ۱۳٪ چادر و ۲٪ نقاب دارند). پوشیدن سر در ملاء عام از نظرسنجی سال ۲۰۰۶ افزایش یافته بود.

## تاریخ

### قبل از اسلام
قرن‌های متمادی، از پیش از اسلام، پوشش سر یک قانون لباس برای زنان در ایران بزرگ بود. وجود اولین حجاب در منطقه از نظر تاریخی در بین النهرین به عنوان یک لباس مکمل تأیید شده است.، حجاب بعدها در آشور موقعیت ممتازی یافت و  در قوانین اجتماعی درج شد. حجاب نماد موقعیت  زنان طبقات بالا و سلطنتی شد، و قانون زنان دهقان، برده‌ها و روسپی‌ها را از پوشیدن حجاب منع  و متخلفان مجازات می‌شدند. پس از اینکه ایرانیان باستان نینوای آشور را در سال 612 قبل از میلاد و بابل کلدانی را در سال 539 قبل از میلاد فتح کردند، نخبگان حاکم بر آنها آن آداب و رسوم بین النهرین را پذیرفتند.  در دوران حکومت سلسله‌های ایران باستان، حجاب ابتدا منحصر به ثروتمندان بود، اما به تدریج در کل جامعه رواج یافت و معیار شرم و حیا شد.پس از فتح ایران، مسلمانان اولیه به دلیل نفوذ شدید فرهنگی ایران، حجاب را پذیرفتند.

### در زمان حیات محمد
شواهد موجود نشان می‌دهد که حجاب توسط محمد وارد عربستان نشده است، بلکه قبلاً در آنجا وجود داشته است، به ویژه در شهرها، اگرچه احتمالاً به اندازه کشورهای همسایه مانند سوریه و فلسطین گسترده نبوده است. به‌طور مشابه در میان یونانیان، رومی‌ها (بیزانس)، یهودیان و آشوریان، استفاده از آن با موقعیت اجتماعی بالایی همراه بود. در متون اولیه اسلامی، اصطلاح حجاب بین حجاب و عزلت فرقی نمی‌گذارد و می‌تواند به معنای «حجاب» یا «پرده» باشد. تنها آیاتی در قرآن که به پوشش زنان اشاره دارد، آنهایی است که حیا را ترویج می‌کند و به زنان دستور می‌دهد که عورت خود را حفظ کنند و روسری خود را در حضور مردان روی سینه خود بکشند. درک معاصر از حجاب به زمانی برمی گردد که «آیه حجاب» در سال ۶۲۷ میلادی بر جامعه نازل شد. این آیه که اکنون در سوره ۳۳ آیه ۵۳ مستند است، می‌فرماید: «و چون از [زنان او] چیزی خواستید، از پشت پرده‌ای از آنان بخواهید که این برای دل‌های شما و آنان پاک‌تر است». این آیه اما به‌طور کلی خطاب به زنان نبود، بلکه منحصراً مربوط به همسران محمد (ص) بود. با افزایش نفوذ محمد، او بازدیدکنندگان بیشتری را در مسجد که در آن زمان خانه او بود، پذیرفت. اغلب، این بازدیدکنندگان شب را تنها چند متر دورتر از آپارتمان همسرانش می‌ماندند. عموماً می‌توان فهمید که این آیه برای محافظت از همسرانش در برابر این بیگانگان بوده است. در زمان حیات محمد، اصطلاح حجاب، داربت الحجاب، به جای «همسر محمد بودن» به کار می‌رفت.

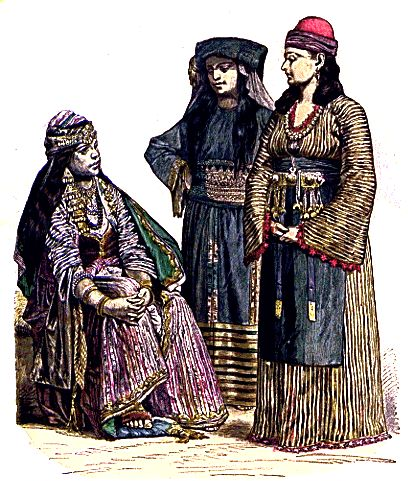
حجاب زن اهل دمشق، زن مسلمان از مکه و زن فلاح از دمشق. اواخر قرن نوزدهم

### دوران پیشامدرن
رواج حجاب از نخبگان امپراتوری بیزانس و ایران به عاریت گرفته شد، در زمان فتوحات اعراب بر آن امپراتوری‌ها، حجاب نمادی از احترام و منزلت اجتماعی بالا بود. رضا اصلان استدلال می‌کند که «حجاب اجباری نبود و تا نسل‌ها پس از مرگ محمد گسترده نبود تا زمانی که تعداد زیادی از علمای کتاب مقدس و حقوقی شروع به استفاده از اقتدار مذهبی و سیاسی خود کردند تا سلطه‌ای را که در جامعه از دست داده بودند، به دست آورند.»
از آنجا که اسلام با ادیان توحیدی امپراتوری‌های فتح شده همذات پنداری می‌کرد، این عمل به عنوان بیان مناسب آرمان‌های قرآنی در مورد حیا و تقوا پذیرفته شد. حجاب به تدریج به زنان طبقه بالای عرب سرایت کرد و در نهایت در میان زنان مسلمان شهرهای سراسر خاورمیانه رواج یافت. پوشش زنان مسلمان عرب به ویژه تحت سلطه عثمانی به عنوان نشانه ای از رتبه و سبک زندگی انحصاری فراگیر شد و استانبول قرن هفدهم شاهد سبک‌های متفاوت لباس پوشیدن بود که نشان دهنده هویت‌های جغرافیایی و شغلی بود. زنان در مناطق روستایی بسیار کندتر از حجاب استفاده می‌کردند، زیرا لباس‌ها در کار آنها در مزارع اختلال ایجاد می‌کرد.
در قرن نوزدهم، زنان مسلمان و مسیحی طبقات بالای شهری در مصر لباسی می‌پوشیدند که شامل سر و برقع (پارچه ای که قسمت پایین بینی و دهان را می‌پوشاند) داشت. نام این لباس، حرابه، از واژگان مذهبی اولیه مسیحیت و یهودیت گرفته شده است که ممکن است نشان دهنده ریشه خود لباس باشد. تا نیمه اول قرن بیستم، زنان روستایی در مغرب و مصر هنگام بازدید از مناطق شهری، نوعی نقاب می‌پوشیدند، «به عنوان نشانه تمدن».
پس از فتح ایران ساسانی به‌دست اعراب، مسلمانان نخستین به دلیل نفوذ شدید فرهنگی ایران، حجاب را از ایرانی‌ها پذیرفتند.

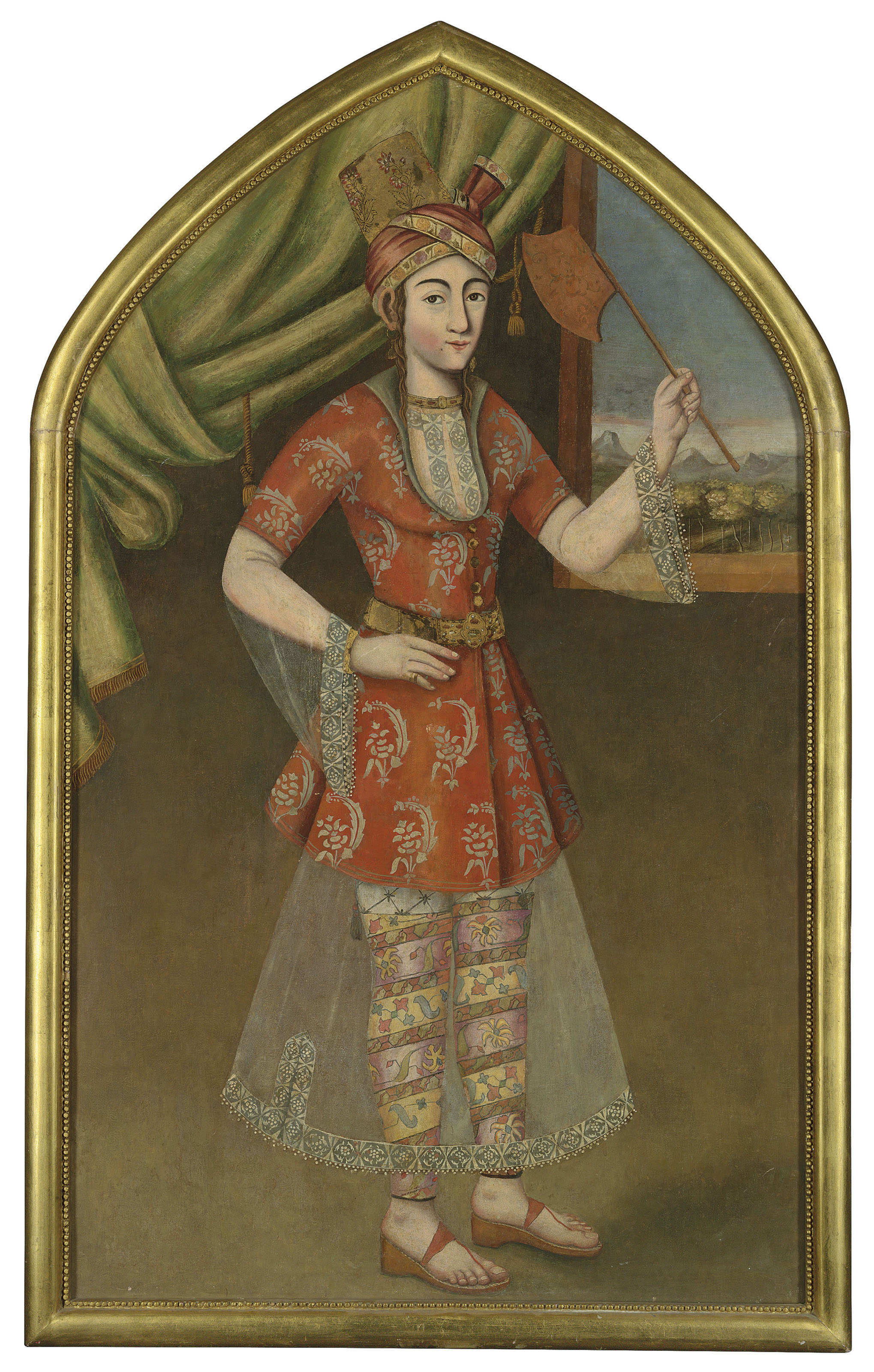
حجاب یک زن در دوره صفوی - قرن هفدهم

این وضعیت کلی در قرون وسطا پس از ورود قبایل کوچ‌نشین ترک از آسیای میانه به ایران که زنانشان روسری نداشتند تا حدودی تغییر کرد. با این حال، پس از برپایی سلسله صفویان در قرن ۱۶ میلادی پوشش سر به عنوان پوشش معیار برای زنان در مناطق شهری در سراسر امپراتوری ایران تعریف شد.
استثناهایی بود، برای نمونه زنان بدون پوشش سر را در میان روستاییان و عشایر می‌شد یافت. در یک نگاه کلی می‌توان گفت، همواره پوشاندن مو در میان زنان ایران امر عادی بوده و برداشتن آن بی‌ادبی تلقی می‌شده است.

### دوران مدرن

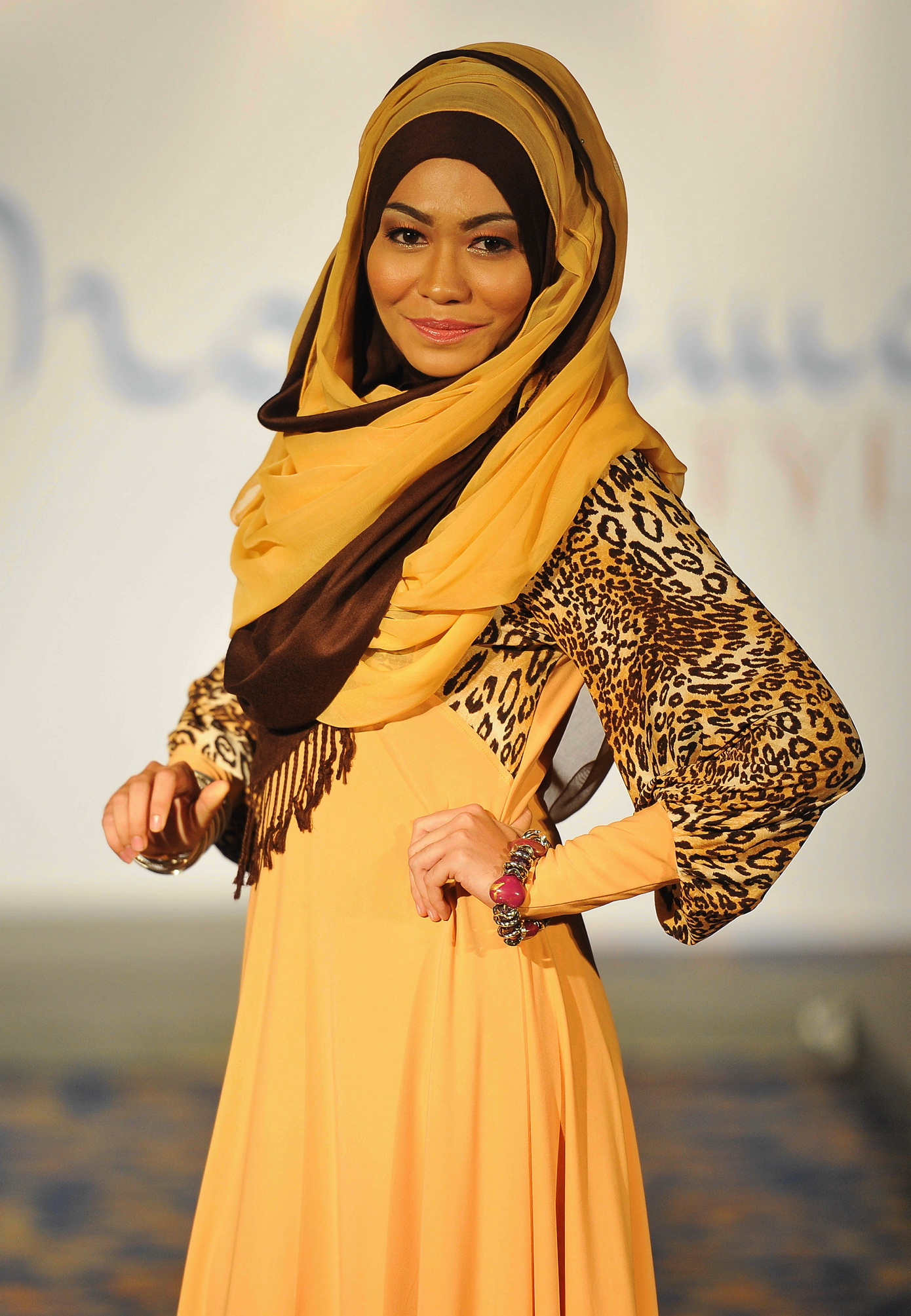
یک مدل با حجاب شیک در جشنواره «مسلمان در شوی لباس» در کوالالامپور، مالزی.

لباس‌های غربی تا حد زیادی بر مد کشورهای مسلمان در دهه‌های ۱۹۶۰ و ۱۹۷۰ تسلط داشتند. به عنوان مثال، در پاکستان، افغانستان و ایران، برخی از زنان دامن‌های کوتاه، لباس‌های هیپی با طرح گل، شلوارهای گشاد، می‌پوشیدند و بدون حجاب در انظار عمومی بیرون می‌رفتند. در زمان دیکتاتوری نظامی در پاکستان، و انقلاب ایران در سال ۱۹۷۹ لباس‌های سنتی محافظه کارانه از جمله عبا، جلباب (چادر) و نقاب بازگشت. وقتی قانون حجاب در ایران تصویب شد؛ حکمی مبنی بر اینکه زنان در ایران برای خروج از خانه باید روسری به سر کنند؛ در اسفند ۱۳۵۷ تظاهراتی برپا شد. با این حال، این پدیده در همه کشورهای با جمعیت قابل توجه مسلمان اتفاق نیفتاد. در ترکیه در سال‌های اخیر تعداد زنان با حجاب کاهش یافته است، اگرچه در دوران اردوغان ترکیه محافظه‌کارتر و اسلامی‌تر می‌شود، زیرا ممنوعیت حجاب در دوران آتاتورک را لغو می‌کند، و لباس‌هایی با مد جدید برای زنانی که می‌خواهند محافظه‌کارانه‌تر لباس بپوشند، تولید می‌شود.

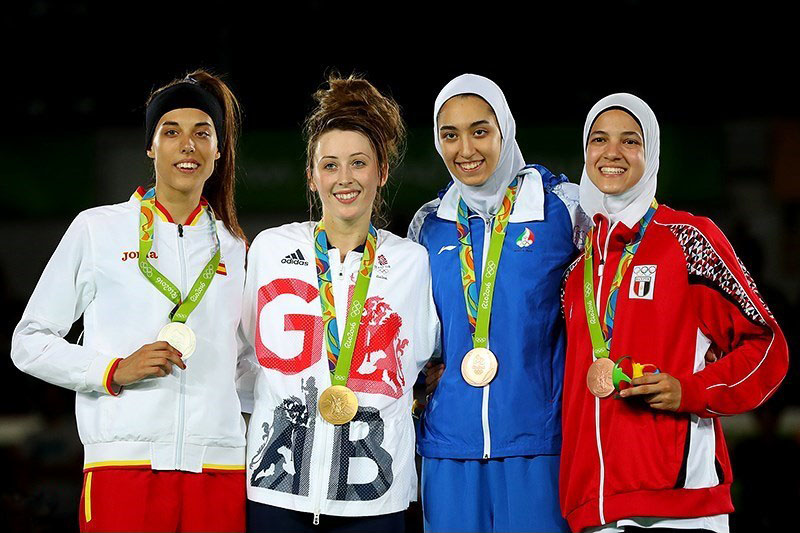
مدال آوران تکواندو از اسپانیا، انگلیس، ایران و مصر در المپیک ریو 2016 و حجاب اجباری و حکومتی ورزشکار ایرانی و حجاب اختیاری ورزشکار مصری

جمال عبدالناصر، رئیس‌جمهور مصر، مدعی شد که در سال ۱۹۵۳، رهبر سازمان اخوان المسلمین به او گفته بود که آنها می‌خواهند حجاب را اجباری کنند، که ناصر در پاسخ گفت: "آقا، من می‌دانم که شما یک دختر در دانشگاه دارید. و نه روسری سر می‌کند و نه چیز دیگری، پس وقتی نمی‌توانی به یک دختر، دختر خودت، آن را بپوشانی، و آن وقت می‌خواهی من بروم ده میلیون روسری بیاورم که زنان آن را بپوشند؟»
در پایان سدهٔ بیستم پس از یک دوره افول طولانی در نتیجه غربی شدن، شاهد تجدید حیات حجاب در مصر بودیم. قبلاً در اواسط دهه ۱۹۷۰، برخی از مردان و زنان مسلمان در سن دانشگاهی جنبشی را آغاز کردند که هدف آن اتحاد مجدد و وقف مجدد خود به دین اسلام بود. این جنبش صحوه یا بیداری نامیده شد و جرقه دوره ای از تشدید دینداری را زد که شروع به انعکاس در لباس پوشیدن کرد. لباسی که پیشگامان زن جوان این جنبش انتخاب کردند، اسلامی (لباس اسلامی) نام داشت و از «الجلباب» تشکیل شده بود - لباسی نامناسب، آستین بلند، تا مچ پا، به رنگهای یکدست و محکم و پارچه ضخیم مات. «و الخمار، سرپوشی شبیه زهره که موها را تا پیشانی می‌پوشاند، زیر چانه می‌آید تا گردن را بپوشاند و بر سینه و پشت می‌افتد». علاوه بر لباس‌های اساسی که عمدتاً در درون جنبش جهانی بود، بسته به میزان محافظه‌کاری پیروان می‌توانست اقدامات بیشتری برای فروتنی انجام دهند. برخی از زنان از پوشش صورت (النقاب) استفاده می‌کنند که فقط شکاف‌های چشمی را برای بینایی به جای می‌گذارد، و همچنین از دستکش و جوراب نیز استفاده می‌کنند تا پوست قابل مشاهده نباشد.[نیازمند منبع]
به زودی این جنبش در خارج از قلمرو جوانان گسترش یافت و به یک عمل گسترده‌تر مسلمانان تبدیل شد. زنان به این شیوه پوشش هم به عنوان راهی برای اعلام عمومی باورهای مذهبی خود و هم‌راهی برای رد همزمان تأثیرات غربی از پوشش و فرهنگ که در آن زمان رایج بود، می‌نگریستند. علیرغم انتقادهای فراوان از ظالمانه بودن حجاب و مضر بودن برابری زنان، بسیاری از زنان مسلمان نحوه پوشش را امری مثبت می‌دانند. این به عنوان راهی برای جلوگیری از آزار و اذیت و پیشرفت‌های جنسی ناخواسته در ملاء عام در نظر گرفته می‌شود و برای جنسی‌زدایی زنان در حوزه عمومی تلاش می‌کند تا در عوض به آن‌ها اجازه دهد از حقوق مساوی در موقعیت کامل قانونی، اقتصادی و سیاسی برخوردار شوند. این فروتنی نه تنها در نوع پوشش آنها، بلکه با رفتار جدی که نشان دهنده ارادت آنها به حیا و اعتقادات اسلامی بود، نمایان شد.
بحث بر سر این مسائل بالا گرفت. بسیاری از مردم، اعم از زن و مرد با پیشینه‌های مذهبی اسلامی و غیراسلامی، حجاب را زیر سؤال بردند و این که حجاب از نظر زنان و حقوق آنها چیست. این سؤال مطرح بود که آیا در عمل حجاب واقعاً یک انتخاب زنانه است یا اینکه زنان برای پوشیدن آن تحت فشار یا اجبار قرار می‌گیرند.
با شتاب گرفتن جنبش بیداری (صحوه)، اهداف آن به بلوغ رسید و از ترویج فروتنی به سمت یک موضع سیاسی بیشتر از نظر حفظ حمایت از پان اسلامیثم و طرد نمادین فرهنگ و هنجارهای غربی تغییر مکان داد. امروزه حجاب برای افراد مختلف معنای متفاوتی دارد. برای زنان اسلامی که حجاب را انتخاب می‌کنند، به آنها اجازه می‌دهد که حیا، اخلاق و آزادی انتخاب خود را حفظ کنند.
پس از حملات ۱۱ سپتامبر، بحث و گفتمان در مورد حجاب در کشورهای غربی تشدید شد زیرا سنت‌ها و الهیات اسلامی بیشتر مورد توجه قرار گرفت. بعضی زنان مسلمان حجاب دارند و برخی دیگر ممکن است سر خود را با عمامه یا روسری گشاد بپوشانند.
طاهره قرةالعین در ایران در سال ۱۲۶۴ قمری (۱۲۲۷ خورشیدی) در واقعه بدشت سخنرانی کرد و با حضور بدون نقاب روبنده حاضران را شگفت‌زده کرد. او همچنین جدایی دین بابی از دین اسلام و نسخ احکام و سنن قدیم را اعلام کرد. هدی شعراوی در مصر همینکار را کرد.
در دربار قاجار، مسافرت‌های شاه به اروپا و مشاهداتش از وضعیت پوشش زنان اروپایی تأثیر به‌سزایی داشت. به تدریج موضوع «کشف حجاب» در قالب تجددخواهی به محافل روشنفکری و اشعار شعرا نفوذ کرد و در مطبوعات منعکس شد.

## پوشش زنان در دیگر ادیان

### پوشش زنان در ادیان ابراهیمی
حجاب شبیه تیچل یا اسنود است که زنان یهودی ارتدوکس می‌پوشند یا برخی از سرپوش‌هایی که بعضی از زنان مسیحی می‌پوشند، مانند مانتیلا، آپستولنیک و ویپل، و دوپاتا که بسیاری از زنان هندو و سیک می‌پوشند.

#### یهودیت
در عهد عتیق کتاب مقدس یهودیان (شامل تورات و سه کتاب دیگر) دستوری در مورد پوشاندن موی سر برای زنان وجود ندارد. اما در یهودیت به صورت سنتی، زنان متأهل موهای خود را می‌پوشانند، با این حال الزام یادشده در مورد دختران مجرد وجود ندارد.

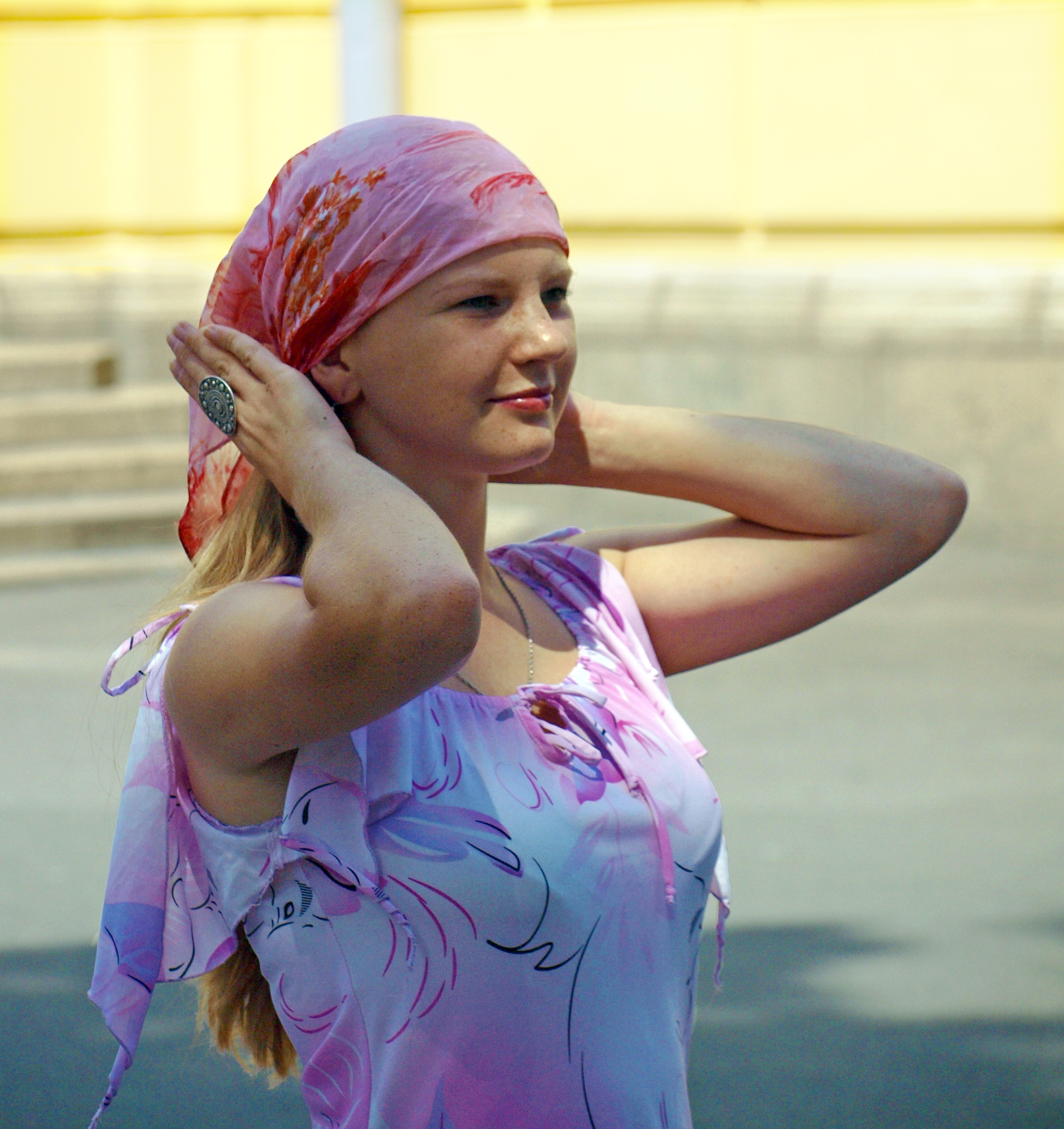
یک زن روس که پیش از ورود به کلیسا روسری به سر می‌کند.

خاخام مایر شیلر (Mayer Schiller) گفت که اجماع فقهای یهودی بر این است که  برای زن یهودی متاهل آشکار کردن تمام موهای خود در خیابان ممنوع است. وی گفت: به نظر می رسد هیچ منبع قانونی قابل قبولی (متن یا فقه) وجود ندارد که به زن متاهل اجازه دهد تمام موهای خود را در اماکن عمومی باز کند. وی همچنین گفت: (امروز دستور پوشاندن موی سر زن از سوی قانونگذاران یهودی در سراسر جهان حکمی عینی تلقی می شود و موضوع روش (حجاب) همچنان متأثر از تحولات اجتماعی است. بر منشأ حکم تأثیر می گذارد.)

#### مسیحیت
در مسیحیت، اجباری دربارهٔ نحوهٔ پوشش مردان یا زنان وجود ندارد، جز اینکه باید پوشش مرد یا زن در خور یک مسیحی مؤمن باشد و پطرس حواری این موضوع را در رسالهٔ خود بیان می‌کند. همچنین در رسالهٔ قرنتیان، پولس می‌نویسد که زنان مسیحی هنگام پیامبری یا دعا کردن در میان مؤمنان (در کلیسا) باید موهای خود را بپوشانند؛ هرچند که این الزام منحصر به هنگام دعا و نیایش در گردهمایی‌های مذهبی است.
در رساله پولس رسول، اول قرنتیان 11:13 می گوید: "در خود قضاوت کنید: آیا شایسته است زن بدون پوشش به خدا دعا کند؟" . همچنین در همین باب می فرماید: «اگر زن سر خود را نپوشاند بهتر است موی خود را کوتاه کند، ولی اگر کندن یا تراشیدن مو برای زن شرم دارد، باید سر خود را بپوشاند.» 

### در ادیان هندی

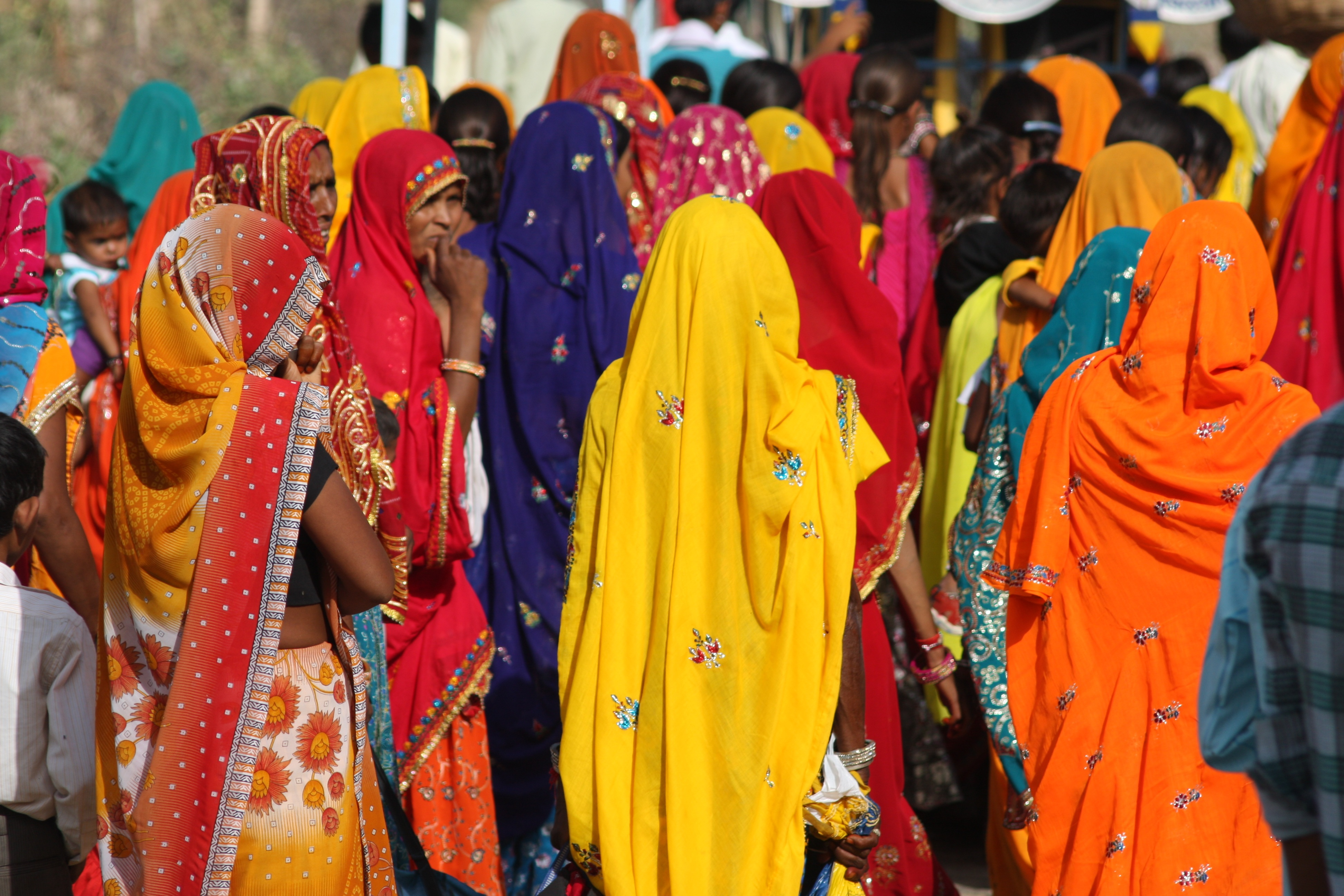
گروهی از زنان هند که ساری پوشیده اند

در شبه قاره هند از قرن اول قبل از میلاد، زنان در جوامع هندو روبند "پوشاننده سر" به سر می‌کردند که به "غونغات" معروف بود. بودایی ها در قرن سوم پس از میلاد سعی کردند با این روش رو به رشد مقابله کنند.

## در ایران

### کشف حجاب اجباری و حکومتی
مقاله اصلی: کشف حجاب در ایران

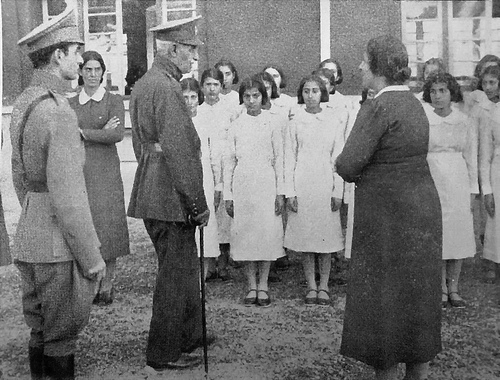
رضاشاه در دبیرستان دخترانه تاج شاهی

کشف حجاب در ایران، رویداد مهمی در این زمینه است که در سال ۱۳۱۴ رخ داد؛ پیش از این تغییر پوشاک حکومتی، زنان ایرانی از پوشاکی چون چادرِ سیاه و روبنده استفاده می‌کردند. در دوران رضاشاه پهلوی برای نخستین‌بار در جامعهٔ سنتی ایران، زنان توانستند از خانه خارج شده و به عرصه‌های اجتماعی پا گذارند. اجباری شدن آموزش برای هم پسران هم دختران و افزایش قشر باسواد نیز موضوع هم‌راستای دیگر بود؛ اینکه زنان پس از این، وارد اجتماع شوند و پیشه‌هایی چون آموزگاری، پرستاری، پزشکی و دیگر را بگیرند، بدون آن که پوشش‌ها و کارهای سنتی چون روبنده و سخن‌نگفتن با نامحرم را کنار بگذارند، ممکن نبود. بنابراین، «کشف حجاب» از سوی حکومت وی صورت گرفت. با این وجود، دیدگاه دیگری نیز وجود دارد که این اقدام رضاشاه را، در جهت مخالفت با اسلام دانسته است. رضاشاه، پادشاه ایران، افزوده بود که «چادر و چاقچور دشمن ترقی و پیشرفت مردم است. درست حکم یک دمل را پیدا کرده که باید با احتیاط به آن نیشتر زد و از بینش برد.» او انزجار خویش را از چادر، به گونه‌ای اعلام کرده بود.

### حجاب اجباری و حکومتی
مقاله اصلی: حجاب اجباری در ایران

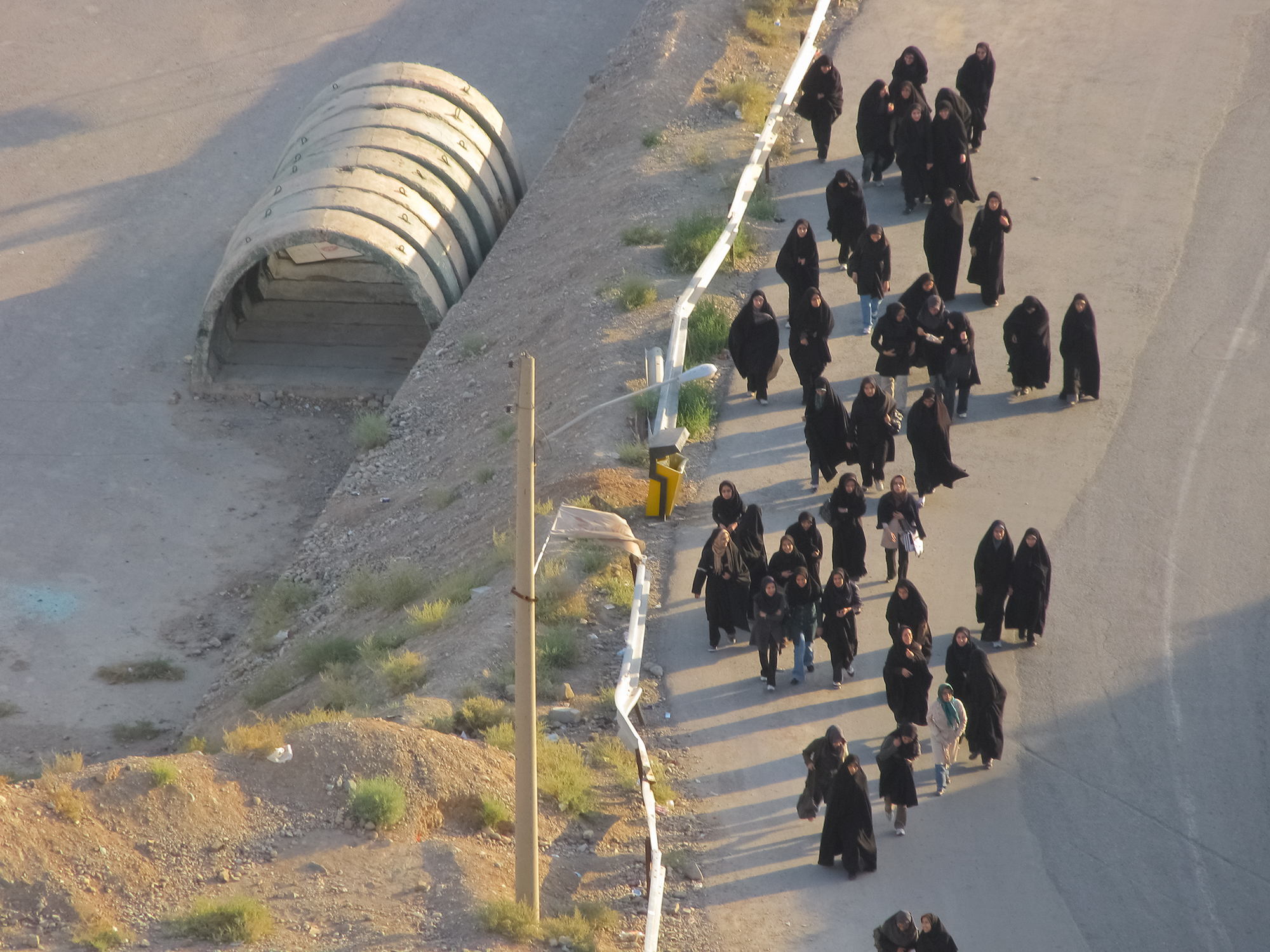
حجاب رایج اجباری حکومتی (چادر سیاه) زنان در ایران

بعد از انقلاب ۱۳۵۷، در نظام جمهوری اسلامی، خمینی، در بهار ۱۳۵۸، دربارهٔ چادرپوشی زنان تأکید کرد و کم‌کم حجاب اجباری شد. او روی پوشاک ساده برای زنان تأکید داشته است و در ۱۳۵۷ به یک خبرنگار ایتالیایی اعلام کرد که «زنانی که در انقلاب سهم داشتند، زنانی بودند و هستند که لباس‌های ساده می‌پوشند.» و افزود: «این زنان عشوه‌گر که صورت خود را آرایش می‌کنند و موها، گردن و بدن خود را در خیابان نمایش می‌دهند، در برابر شاه مبارزه نکرده‌اند. آنها هیچ کار خیراندیشانه‌ای انجام نداده‌اند. آنها نمی‌دانند که چگونه بتوانند برای جامعه، یا در عرصه‌های سیاسی و شغلی مفید واقع شوند. دلیل آن اینست که با نمایش دادن خود، مردم را ناراحت و منحرف می‌سازند.» در جای دیگری نیز گفت: «جای شک نیست که حجاب یک امر ضروری از دیدگاه اسلام است و پوشش یک حکم اسلامی واجب برای زنان مسلمان است».
اما موضوع حجاب اینگونه خاتمه نیافت. خمینی در تیرماه ۱۳۵۹ طی یک سخنرانی، شدیداً از دولت انتقاد کرد که چرا هنوز نشانه‌های شاهنشاهی را در ادارات دولتی از بین نبرده است. وی به دولت بنی‌صدر ۱۰ روز فرصت داد تا ادارات را اسلامی کند. بعد از این سخنان از صبح شنبه ۱۴ تیرماه ۱۳۵۹ ورود زنان بی‌حجاب به ادارات دولتی ممنوع شد. البته هنوز لباس فرم یا آنچه که بعدها به نام مانتو مشهور شد، رسمیت نداشت بلکه زنان موظف بودند لباس آستین‌بلند و پوشیده بپوشند و روسری نیز سر کنند. به واقع نیز هیچ قانونی در این زمینه تا سال ۱۳۶۳ در مجلس به تصویب نرسید. در آن سال با تصویب قانون مجازات اسلامی در مجلس، حکم ۷۴ ضربه شلاق برای عدم رعایت حجاب تعیین شد.
قانون ایران در سال ۱۳۷۵ ابتدا برای بی‌حجابی یکی از دو کیفر «۱۰ روز تا ۲ ماه زندان یا جزای نقدی ۵ تا ۵۰ هزار تومان» را پیش‌بینی کرد (تبصره ماده ۶۳۸ قانون مجازات اسلامی مصوب ۱۳۷۵) اما بعدها تا سه ماه زندان الزاماً باید تبدیل به جزای نقدی می‌شد و در سال ۱۳۹۲ مجازات‌های جایگزین حبس مقرر شدند.
هم‌اکنون با اصلاح رقم جزای نقدی یادشده در سال ۱۳۹۹، زنی که بدون حجاب شرعی در محیط عمومی ظاهر شود به مجازات جایگزین حبس یا ۲۰۰ هزار تا ۱ میلیون تومان جزای نقدی محکوم می‌گردد. مجازات‌های جایگزین حبس مطابق ماده ۶۴ قانون مجازات اسلامی مصوب ۱۳۹۲ موارد زیر هستند که حداکثر به دو مورد می‌توان محکوم کرد:
- دوره مراقبت یعنی رعایت یک یا چند دستور مقرر در قانون مثل گذراندن مهارت‌های زندگی حداکثر ۱۸۰ روز.
- خدمات عمومی رایگان حداکثر ۲۷۰ ساعت.
- ۱۲٫۵ تا ۲۵ درصد درآمد روزانه حداکثر ۱۸۰ روز که در پایان هر ماه پرداخت می‌شود.
- جزای نقدی حداکثر ۱٫۵ میلیون تومان.
- محرومیت از حقوق اجتماعی مثل حق رأی، استخدام، تأسیس شرکت.

ضمن حکم به مجازات جایگزین حبس، خود کیفر حبس نیز که ۱۰ تا ۶۰ روز خواهد بود تعیین می‌شود تا در صورت دشواری اجرای مجازات جایگزین حبس یا سرپیچی از دستورهای دادگاه برای بار دوم یا ناتوانی از پرداخت جزای نقدی اجرا شود.

### مبارزه مردم برای اختیاری شدن حجاب
حسن روحانی رئیس‌جمهور ایران قول داده بود پلیس اخلاق را مهار کند و حضور آنها در خیابان‌ها از زمان روی کار آمدنش کاهش یافته است، اما نیروهای قدرتمند محافظه کار در کشور در برابر تلاش‌های او مقاومت کرده‌اند و قوانین پوشش همچنان در حال اجرا هستند، به ویژه. در طول ماه‌های تابستان. پس از اینکه ابراهیم رئیسی رئیس‌جمهور شد، قوانین حجاب را به شدت اعمال کرد و از استفاده از تشخیص چهره در حمل و نقل عمومی برای اجرای قانون حجاب خبر داد. یک زن ایرانی به نام مهسا امینی، پس از دستگیری وی توسط پلیس اخلاق که به دلیل قوانین

حجاب اجباری (سبک) در ایران (تصویر مهسا امینی کشته شده توسط حکومت جمهوری اسلامی به دلیل مقاومت در برابر حجاب اجباری و حکومتی در ایران)

سختگیرانه حجاب، منجر به اعتراضات گسترده شد، در بازداشت درگذشت. مقاومت زنان در ایران با به چالش کشیدن اجبار در پوشیدن حجاب، در حال افزایش است. اسمیت (۲۰۱۷) در مقاله خود با عنوان «ایران با تحقق قوانین پوشش اسلامی برای زنان شگفت‌زده می‌کند» که توسط تایمز، یک سازمان خبری مستقر در بریتانیا منتشر شد، به پیشرفت زنان ایرانی پرداخت: دولت ایران قوانین پوشش کیفری خود را با سختگیری کمتری اجرا کرده و به جای مجازات حبس، کلاس‌های اصلاحی اجباری را در پایتخت لیبرال، تهران اجرا کرده است. سرلشکر حسین رحیمی، فرمانده انتظامی تهران اظهار داشت: «کسانی که پوشش اسلامی را رعایت نکنند، دیگر به بازداشتگاه منتقل نمی‌شوند و پرونده قضایی نیز برای آنها تشکیل نمی‌شود» (اسمیت، ۱۳۹۶). اظهارات اخیر رئیس پلیس تهران در سال ۱۳۹۶ در مقایسه با اظهارات رئیس پلیس تهران در سال ۱۳۸۵ نشان دهنده پیشرفت سیاسی است. فعالان زن ایرانی از سال ۱۹۷۹ با تکیه بر مد برای اعمال تغییرات فرهنگی و سیاسی پیشرفت کردند.

## در کشورهای مختلف جهان
برخی از دولت‌ها زنان را به داشتن حجاب تشویق می‌کنند و حتی آنها را ملزم می‌کنند، در حالی که برخی دیگر حداقل در برخی از مکان‌های عمومی آن را ممنوع کرده‌اند. در بسیاری از نقاط جهان زنان فشارهای غیررسمی له یا علیه پوشیدن حجاب از جمله حملات فیزیکی را تجربه می‌کنند.

### اجرای قانونی و اجباری حجاب
در غزه، مبارزاتی از سوی محافظه کاران مذهبی مانند حماس برای تحمیل حجاب بر زنان در جریان انتفاضه اول به راه افتاد. در سال ۱۹۹۰، رهبری متحد ملی قیام (UNLU) اعلام کرد که تحمیل سیاست حجاب برای زنان را رد می‌کند، اما استدلال می‌شد که این اعلامیه خیلی دیر اعلام شده است، زیرا بسیاری از زنان قبلاً به منظور اجتناب از فشارها و آزار و اذیت تسلیم شده بودند. پس از روی کار آمدن دولت در نوار غزه در ژوئن ۲۰۰۷، حماس به دنبال اجرای قوانین اسلامی و تحمیل حجاب بر زنان در دادگاه‌ها، مؤسسات و مدارس بود.
ایران از ممنوعیت انواع حجاب در سال ۱۹۳۶ به اجباری شدن پوشش اسلامی برای زنان پس از انقلاب در سال ۱۹۷۹ رسید. در آوریل ۱۹۸۰ تصمیم گرفته شد که زنان در ادارات دولتی و مؤسسات آموزشی موظف به رعایت حجاب شوند. قانون مجازات ۱۹۸۳ مجازات ۷۴ ضربه شلاق را برای زنانی که بدون حجاب اسلامی (حجاب شرعی) در انظار عمومی ظاهر می‌شوند، تعیین کرده بود که تعریف حجاب مناسب را مبهم گذاشت.
در همین دوره شاهد تنش‌هایی پیرامون تعریف حجاب مناسب بود که گاهی منجر به آزار و اذیت هوشیارانه زنانی می‌شد که تصور می‌شد لباس نامناسب می‌پوشند. در سال ۱۳۶۳، دادستان تهران اعلام کرد که باید در موسسات عمومی مقررات پوشش سخت تری رعایت شود، در حالی که پوشش در سایر مکان‌ها باید مطابق با استانداردهای اکثریت مردم باشد. آیین‌نامه جدیدی که در سال ۱۹۸۸ توسط وزارت کشور بر اساس قانون ۱۹۸۳ صادر شد، موارد نقض حجاب را نیز مشخص کرد. قانون جزای کنونی ایران برای عدم رعایت حجاب در ملاء عام جریمه نقدی یا ۱۰ روز تا دو ماه حبس تعیین کرده است.
قانون لباس در طول سالیان متمادی تحت دوره‌های متناوب اجرای نسبتاً سخت‌گیرانه و آرام قرار گرفته است، و بسیاری از زنان مرزهای آن را جابجا می‌کنند و جنبه اجباری آن محل مناقشه بین محافظه‌کاران و حسن روحانی بوده است که از سال ۲۰۱۳ تا ۲۰۲۱ به عنوان رئیس‌جمهور فعالیت می‌کرد. شورای حقوق بشر سازمان ملل متحد اخیراً از ایران خواسته است تا حقوق مدافعان حقوق بشر و وکلای حامی اعتراضات ضد حجاب را تضمین کند. در موسسات دولتی و مذهبی، قوانین پوشش مستلزم روسری و پالتو از نوع خمار است، در حالی که در سایر مکان‌های عمومی زنان معمولاً روسری آزاد (روسری) می‌بندند. با استناد به اصول دینی اسلامی و فرهنگ ایرانی پیش از اسلام.
استان آچه اندونزی، زنان مسلمان را ملزم به حجاب در اماکن عمومی می‌کند. دولت مرکزی اندونزی در سال ۲۰۰۱ به دولت محلی آچه حق تحمیل شریعت را اعطا کرد، اگرچه هیچ مقررات محلی نباید با قوانین ملی اندونزی در تضاد باشد اما در توافقی با هدف پایان دادن به جنبش جدایی طلبانه در این استان این تصمیم گرفته شد.
پادشاهی عربستان سعودی رسماً زنان مسلمان را موظف کرد که موهای خود را بپوشانند و همه زنان لباس کامل بپوشند، اما به شدت اجرا نشده است. زنان عربستانی معمولاً ردای سنتی عبا را می‌پوشند، در حالی که خارجی‌ها گاهی یک کت بلند را انتخاب می‌کنند. این مقررات توسط پلیس مذهبی و مراقبین اجرا می‌شود. در سال ۲۰۰۲، پلیس مذهبی عربستان توسط مطبوعات سعودی و بین‌المللی متهم به ممانعت از نجات دختران دانش‌آموز از آتش‌سوزی به دلیل بی‌حجابی شد که منجر به کشته شدن ۱۵ نفر شد. در سال ۲۰۱۸، محمد بن سلمان، ولیعهد عربستان سعودی به سی‌بی‌اس نیوز گفت که قانون عربستان زنان را ملزم می‌کند که «لباس‌های آبرومندانه و محترمانه» بپوشند و زنان در تصمیم‌گیری آزادند که چه شکلی باید داشته باشد. با این حال، در شهرهای مقدس مکه و مدینه که میزبان مقدس‌ترین اماکن اسلام است، زنان همچنان ملزم به پوشیدن حجاب در ملاء عام هستند.

### ممنوعیت‌های قانونی و اجباری

#### جهان اسلام
سنت پوشش زنان (نقاب) در فرهنگ ایرانی منشأ باستانی پیش از اسلام دارد، اما این رسم رایج در سال ۱۹۳۶ میلادی توسط حکومت رضاشاه خاتمه یافت، زیرا حجاب را با تجدد ناسازگار دانسته و دستور به عمل «بی‌حجابی» یا کشف داد. حجاب در برخی موارد پلیس زنانی را که چادر می‌پوشیدند دستگیر می‌کرد و به زور آن را برمی‌داشت. این سیاست‌ها از حمایت مردمی برخوردار بود اما روحانیون شیعه را خشمگین کرد، زیرا ظاهر شدن در انظار بدون پوشش برای آنها مساوی با برهنگی بود. برخی از زنان به دلیل ترس از تعرض پلیس رضاشاه حاضر به ترک خانه نشدند. در سال ۱۹۴۱ عنصر اجباری در سیاست بی‌حجابی کنار گذاشته شد.
ترکیه تا همین اواخر حجاب در دانشگاه‌ها را ممنوع کرده بود. در سال ۲۰۰۸، دولت ترکیه تلاش کرد تا ممنوعیت حجاب مسلمانان در دانشگاه‌ها را لغو کند، اما توسط دادگاه قانون اساسی کشور لغو شد. با این حال، در دسامبر ۲۰۱۰، دولت ترکیه به ممنوعیت حجاب در دانشگاه‌ها، ساختمان‌های دولتی و مدارس پایان داد. در تونس، زنان در سال ۱۹۸۱ از داشتن حجاب در ادارات دولتی منع شدند. در دهه‌های ۱۹۸۰ و ۱۹۹۰، محدودیت‌های بیشتری اعمال شد.
در ژوئن ۲۰۲۴، پارلمان تاجیکستان لایحه‌ای را تصویب کرد که بر اساس آن «لباس خارجی» و جشن‌های مذهبی برای کودکان در تعطیلات اسلامی عید فطر و عید قربان ممنوع است. مجلس اعلا، مجلسی ملی، این قانون را در ۱۹ ژوئن، پس از تصویب مجلس سفلی، مجلسی نامویندگون، در ۸ مه تصویب کرد. این لایحه به‌طور خاص حجاب، یک روسری سنتی اسلامی را هدف قرار می‌دهد. این رسمی‌سازی محدودیت‌ها پس از آن صورت می‌گیرد که سال‌ها تاجیکستان به‌طور غیررسمی از پوشش اسلامی، از جمله روسری و ریش‌های پرپشت، منصرف شده بود. در سال ۲۰۰۷، وزارت آموزش و پرورش هم پوشاک اسلامی و هم دامن کوتاه به سبک غربی را در مدارس ممنوع کرد، سیاستی که بعداً به تمام مؤسسات دولتی تعمیم یافت. شمس الدین اورومبکزودا، وزیر فرهنگ، به رادیو اروپای آزاد گفت که پوشش اسلامی «واقعاً خطرناک است». طبق قوانین قبلی، ورود زنان با حجاب به ادارات دولتی کشور ممنوع شده است.

#### اروپا
در ۱۵ مارس ۲۰۰۴، فرانسه قانونی را تصویب کرد که «نمادها یا لباس‌هایی را که دانش‌آموزان از طریق آن وابستگی مذهبی خود را به وضوح نشان می‌دهند» در مدارس ابتدایی، مدارس راهنمایی و دبیرستان‌های دولتی ممنوع می‌کرد. در شهر Maaseik بلژیک، نقاب از سال ۲۰۰۶ ممنوع شده است. در ۱۳ ژوئیه ۲۰۱۰، مجلس سفلی فرانسه با اکثریت قاطع لایحه ای را تصویب کرد که پوشیدن حجاب کامل اسلامی در اماکن عمومی را ممنوع می‌کرد. این اولین کشور اروپایی بود که حجاب تمام صورت را در مکان‌های عمومی ممنوع کرد، پس از آن بلژیک، لتونی، بلغارستان، اتریش، دانمارک و برخی از کانتون‌های سوئیس در سال‌های بعد قرار گرفتند.

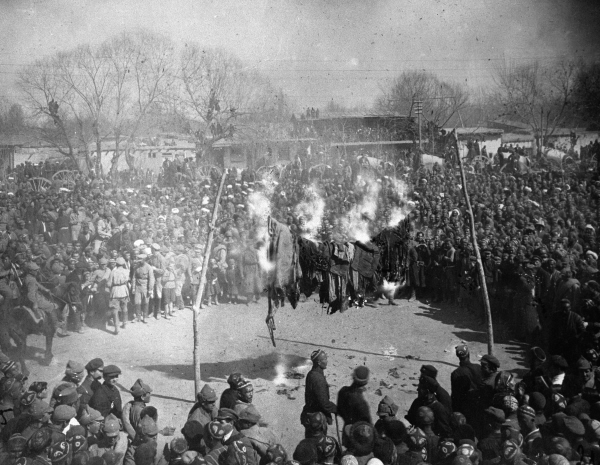
مراسم حجاب سوزی در اتحاد جماهیر شوروی به عنوان بخشی از سیاست‌های هجوم شوروی

بلژیک در سال ۲۰۱۱ حجاب تمام صورت را در مکان‌هایی مانند پارک‌ها و خیابان‌ها ممنوع کرد. در سپتامبر ۲۰۱۳، رای‌دهندگان کانتون تیچینو سوئیس به ممنوعیت حجاب صورت در مناطق عمومی رای دادند. در سال ۲۰۱۶، لتونی و بلغارستان، برقع را در اماکن عمومی ممنوع کردند. در اکتبر ۲۰۱۷، پوشیدن صورت نیز در اتریش غیرقانونی شد. این ممنوعیت همچنین شامل روسری، ماسک و رنگ دلقک می‌شود که صورت‌ها را می‌پوشاند تا از تبعیض علیه پوشش مسلمانان جلوگیری شود. در سال ۲۰۱۶، مقام قضایی ناظر بوسنی و هرزگوین، ممنوعیت پوشیدن روسری اسلامی را در دادگاه‌ها و مؤسسات قانونی، علی‌رغم اعتراضات جامعه مسلمانان که ۴۰ درصد از کشور را تشکیل می‌دهند، تأیید کرد. در سال ۲۰۱۷، دادگاه دادگستری اروپا حکم داد که شرکت‌ها اجازه دارند کارمندان خود را از پوشیدن نمادهای مذهبی قابل مشاهده از جمله حجاب منع کنند. با این حال، اگر شرکت در مورد پوشیدن لباس‌هایی که عقاید مذهبی و سیاسی را نشان می‌دهد سیاستی نداشته باشد، مشتری نمی‌تواند از کارمندان بخواهد که لباس را خارج کنند. در سال ۲۰۱۸، پارلمان دانمارک قانونی را تصویب کرد که حجاب تمام صورت را در مکان‌های عمومی ممنوع می‌کرد.
در سال ۲۰۱۶، بیش از ۲۰ شهر فرانسه استفاده از بورکینی را ممنوع کردند، سبکی از لباس شنا که با قوانین حجاب مطابقت دارد. ده‌ها زن متعاقباً جریمه شدند، با برخی از بلیت‌ها عدم پوشیدن «لباسی که به اخلاق حسنه و سکولاریسم احترام می‌گذارد» و برخی نیز هنگام مواجهه با پلیس مورد حمله لفظی قرار گرفتند. اجرای این ممنوعیت همچنین به ساحل‌روهایی که علاوه بر بورکینی، طیف وسیعی از لباس‌های متواضعانه را می‌پوشیدند نیز ضربه زد. رسانه‌ها گزارش دادند که در یک مورد پلیس یک زن را مجبور کرد تا بخشی از لباس خود را در ساحلی در نیس درآورد. دفتر شهردار نیس اجبار او به این کار را تکذیب کرد و شهردار آنچه را که «تحریک غیرقابل قبول» پوشیدن چنین لباس‌هایی پس از حمله تروریستی نیس خواند، محکوم کرد.
تیمی از روانشناسان در بلژیک، در دو مطالعه ۱۶۶ و ۱۴۷ شرکت کننده، بررسی کردند که آیا ناراحتی بلژیکی‌ها از حجاب اسلامی و حمایت از ممنوعیت آن از حوزه عمومی کشور، ناشی از دفاع از ارزش‌های خودمختاری است و یا جهان گرایی (که شامل برابری می‌شود)، یا با بیگانه هراسی/ تعصب قومی و احساسات ضد مذهبی. این مطالعات اثرات تعصب/نژادپرستی ظریف، ارزش‌ها (ارزش‌های خودافزاینده و امنیت در مقابل جهان‌شمولی) و نگرش‌های مذهبی (تفکر واقعی ضد دینی در مقابل معنویت) را در پیش‌بینی سطوح بیشتری از نگرش‌های ضد حجاب فراتر از اثرات سایر متغیرهای مرتبط مانند سن و محافظه کاری سیاسی.
اتریش در سال ۲۰۱۹ حجاب را در مدارس برای کودکان تا ده سال ممنوع کرد. انگیزه این ممنوعیت برابری زن و مرد و بهبود یکپارچگی اجتماعی با توجه به آداب و رسوم محلی بود. والدینی که فرزند خود را با روسری به مدرسه بفرستند ۴۴۰ یورو جریمه خواهند شد. این ممنوعیت در سال ۲۰۲۰ توسط دادگاه قانون اساسی اتریش لغو شد.
در سال ۲۰۱۹، شهرداری استافان استورپ در سوئد، حجاب را برای دانش‌آموزان مدارس تا کلاس ششم ممنوع کرد.

#### هند
در هند، زنان مسلمان مجاز به پوشیدن حجاب و یا برقع در هر زمان و هر مکان هستند. با این حال، در ژانویه ۲۰۲۲، تعدادی از کالج‌ها در ایالت کارناتاکا هند جنوبی، دانشجویان دختر با حجاب را از ورود به محوطه دانشگاه منع کردند، به دنبال آن، دولت ایالتی بخشنامه‌ای مبنی بر ممنوعیت «لباس مذهبی» در مؤسسات آموزشی که در آن لباس‌های فرم تجویز می‌شود، صادر کرد. در ۱۵ مارس ۲۰۲۲، دادگاه عالی کارناتاکا، در حکمی، ممنوعیت حجاب را در مؤسسات آموزشی که در آنها یونیفرم تجویز می‌شود، با این استدلال که این عمل در اسلام ضروری نیست، تأیید کرد. ممنوعیت حجاب در داخل و خارج از کشور توسط مقامات کشورهایی از جمله ایالات متحده آمریکا، بحرین و پاکستان و همچنین توسط دیده‌بان حقوق بشر و توسط شخصیت‌هایی مانند ملاله یوسف‌زی محکوم شد.
یک مطالعه منتشر شده توسط سازمان حقوق بشر اتحادیه خلق برای آزادی‌های مدنی گزارش داد که اقدام برای ممنوعیت حجاب شکاف اجتماعی و افزایش ترس را در میان مسلمانان در کارناتاکا افزایش داده است.

#### فشار غیررسمی برای داشتن حجاب
در دوران حکومت طالبان در افغانستان، داشتن حجاب برای زنان اجباری بود. این الزام شامل پوشاندن نه تنها سر، بلکه همچنین پوشاندن صورت نیز می‌شد، زیرا اعتقاد بر این بود که با این کار از هرگونه ناشایستگی جلوگیری می‌شود و حیا در جامعه حفظ می‌شود.
در سریناگر، مرکز ایالت جامو و کشمیر هند، یک گروه شبه نظامی ناشناخته که خود را لشکر جبار می‌نامید، مسئولیت یک سری اسیدپاشی به زنانی را که برقع نمی‌پوشیدند در سال ۲۰۰۱ بر عهده گرفت و زنانی را تهدید به مجازات کرد. به دیدگاه خود در مورد پوشش اسلامی پایبند نباشند. زنان کشمیر، که اکثر آنها کاملاً محجبه نیستند، از هشدار سرپیچی کردند و این حملات توسط گروه‌های مبارز و جدایی‌طلب برجسته منطقه محکوم شد.
در آوریل ۲۰۱۹ در نروژ، شرکت مخابراتی تِلیا پس از نمایش یک زن مسلمان که حجاب خود را در یک آگهی بازرگانی نمایش داده بود، تهدید به بمب‌گذاری شد. اگرچه پلیس این تهدید را که احتمالاً انجام می‌شود ارزیابی نکرد، اما ارائه تهدید همچنان در نروژ جرم است.

#### فشار غیررسمی علیه حجاب
در سال‌های اخیر، زنان با حجاب در سراسر جهان مورد حملات کلامی و فیزیکی قرار گرفته‌اند، به‌ویژه پس از حملات تروریستی. لوئیس کینکار می‌نویسد که داده‌ها نشان می‌دهد که زنان با حجاب به جای مردان هدف اصلی حملات ضد مسلمانان هستند، نه به این دلیل که آنها به راحتی قابل شناسایی به عنوان مسلمان هستند، بلکه به این دلیل که به نظر می‌رسد آنها تهدیدی برای نظم اخلاقی محلی هستند. که مهاجمان به دنبال دفاع هستند. برخی از زنان به دلیل ترس یا به دنبال فشارهای آشنایان خود از حجاب دست می‌کشند، اما بسیاری از آنها به دلیل اعتقادات مذهبی از پوشیدن حجاب خودداری می‌کنند، حتی زمانی که برای محافظت از خود به آنها اصرار می‌شود.
قزاقستان هیچ ممنوعیت رسمی برای پوشیدن حجاب ندارد، اما کسانی که حجاب دارند گزارش کرده‌اند که مقامات از تعدادی تاکتیک برای تبعیض علیه آنها استفاده می‌کنند.
در سال ۲۰۱۵، مقامات در ازبکستان یک کمپین «ضدحجاب» را در شهر تاشکند، پایتخت این کشور ترتیب دادند که طی آن زنان با حجاب بازداشت و به ایستگاه پلیس منتقل شدند. کسانی که با برداشتن حجاب خود موافقت کردند «پس از گفتگو» آزاد شدند، در حالی که آنهایی که امتناع کردند به اداره مبارزه با تروریسم منتقل شدند و صحبت کردند. سپس شوهران یا پدران آنها برای متقاعد کردن زنان به اطاعت از پلیس احضار شدند. این به دنبال یک لشکرکشی قبلی در دره فرغانه بود.
پس از انتخاب شوکت میرضیایف به عنوان رئیس‌جمهور ازبکستان در دسامبر ۲۰۱۶، به مسلمانان این فرصت داده شد تا هویت دینی خود را آشکارا بیان کنند و خود را در گسترش گسترده حجاب در ازبکستان نشان داد. در ژوئیه ۲۰۲۱، دولت استفاده از حجاب را در اماکن عمومی مجاز کرد.
در قرقیزستان در سال ۲۰۱۶، دولت از بنرهای خیابانی با هدف منصرف کردن زنان از پوشیدن حجاب حمایت کرد.

#### تبعیض محیط کار علیه زنان با حجاب
مسئله تبعیض علیه مسلمانان به دلیل حجاب، بیشتر زنان مسلمان را در مقایسه با مردان مسلمان قابل شناسایی می‌کند. به ویژه پس از حملات ۱۱ سپتامبر و ابداع اصطلاح اسلام هراسی، برخی از مظاهر اسلام هراسی در محیط کار دیده می‌شود. زنان با حجاب در محل کار خود در معرض خطر تبعیض قرار دارند، زیرا حجاب به شناسایی آنها برای هر کسی که ممکن است دارای نگرش‌های اسلام هراسی باشد کمک می‌کند. ارتباط آنها با دین اسلام به‌طور خودکار هر گونه کلیشه منفی از دین را بر آنها فرافکنی می‌کند. در نتیجه تشدید تبعیض، برخی از زنان مسلمان با حجاب در محل کار، به امید جلوگیری از هرگونه اعمال تعصبی بیشتر، به برداشتن حجاب روی می‌آورند.
تعدادی از زنان محجبه که با آنها مصاحبه شد، اظهار داشتند که تبعیض درک شده نیز برای آنها مشکل ایجاد می‌کند. به‌طور خاص، زنان مسلمان به اشتراک گذاشتند که به دلیل ترس از تبعیض در آینده، روسری نپوشند.
تبعیض نسبت به زنان مسلمان با حجاب فراتر از تأثیرگذاری بر تجربه کاری آنهاست. همچنین در تصمیم آنها برای انجام واجبات دینی دخالت می‌کند. در نتیجه، زنان مسلمان با حجاب در ایالات متحده در مورد توانایی خود برای پیروی از دین خود نگرانی دارند، زیرا ممکن است به این معنی باشد که آنها در استخدام مردود شوند. علی، یامادا و محمود (۲۰۱۵) بیان می‌کنند که زنان رنگین‌پوستی که از دین اسلام نیز پیروی می‌کنند، به دلیل عضویت در دو گروه اقلیت در معرض تبعیض و خطر قرار می‌گیرند.
مطالعه ای توسط علی و همکاران. (2015) رابطه ای بین تبعیض مسلمانان در محل کار و رضایت شغلی آنها یافت. به عبارت دیگر، تبعیضی که زنان مسلمان با حجاب در محل کار با آن مواجه هستند، با احساس رضایت کلی آنان از شغلشان، به ویژه در مقایسه با سایر گروه‌های مذهبی، همراه است.
زنان مسلمان با حجاب نه تنها در محیط شغلی خود تبعیض را تجربه می‌کنند. آنها همچنین در تلاش برای یافتن شغل، تبعیض را تجربه می‌کنند. یک مطالعه تجربی که بر روی تبعیض احتمالی استخدام در میان مسلمانان انجام شد، نشان داد که از نظر تبعیض آشکار، بین زنان مسلمانی که لباس‌های سنتی اسلامی می‌پوشیدند و زنانی که نمی‌پوشیدند، تفاوتی وجود نداشت. اما تبعیض پنهانی نسبت به مسلمانان با حجاب مشاهده شد و در نتیجه با آنها برخوردی خصمانه و گستاخانه شد. هنگام مشاهده شیوه‌های استخدام در بین ۴۰۰۰ کارفرما در ایالات متحده، آزمایشگران دریافتند که کارفرمایانی که خود را جمهوری‌خواه معرفی می‌کردند، تمایل داشتند از مصاحبه با نامزدهایی که خود را در صفحات شبکه اجتماعی، مسلمان نشان می‌دادند، اجتناب کنند.
یکی از نمونه‌هایی که برخی آن را تبعیض حجاب در محیط کار می‌دانند که توجه عمومی را به خود جلب کرد و به دیوان عالی راه یافت، EEOC علیه آبکرومبی و فیچ بود. کمیسیون فرصت‌های شغلی برابر ایالات متحده از قدرت خود در عنوان هفتم استفاده کرد و برای یک زن جوان، حجابی را برای کار درخواست داد، اما به دلیل پوشیدن روسری که ناقض خط مشی از پیش موجود و قدیمی Abercrombie & Fitch در مورد پوشش سر و تمام لباس‌های سیاه بود، رد شد.
سطوح تبعیض بسته به موقعیت جغرافیایی متفاوت است. برای مثال، مسلمانان آسیای جنوبی در امارات متحده عربی به اندازه همتایان آسیای جنوبی خود در ایالات متحده تبعیض را درک نمی‌کنند. اگرچه، زنان مسلمان جنوب آسیا در هر دو مکان در توصیف تجربیات تبعیض به عنوان تعاملات ظریف و غیرمستقیم مشابه هستند. همین مطالعه همچنین تفاوت‌هایی را بین زنان مسلمان جنوب آسیا که حجاب دارند و زنانی که حجاب ندارند گزارش می‌کند. در مورد افراد غیر حجابی، آنها گزارش کردند که وقتی در اطراف مسلمانان دیگر بودند، تبعیض بیشتری را تجربه کردند.
تبعیض ادراک شده برای رفاه، هم از نظر روحی و هم از نظر جسمی مضر است. با این حال، تبعیض درک شده نیز ممکن است با رفاه مثبت بیشتر برای فرد مرتبط باشد. مطالعه‌ای در نیوزلند به این نتیجه رسید که در حالی که زنان مسلمانی که روسری به سر می‌کردند در واقع تبعیض را تجربه کردند، اما در برابر این تجربیات منفی با احساس بسیار بالاتر غرور مذهبی، تعلق و مرکزیت غلبه کردند.